# Cornești (Gârbău), Cluj
Cornești (în maghiară Sólyomtelke) este un sat în comuna Gârbău din județul Cluj, Transilvania, România.

## Date geografice
Altitudinea medie este de 470 m.

## Istoric
Cornești este o așezare din perioada Árpádiană, numele său fiind menționat pentru prima dată în 1263 ca Solyumtelke.

## Vezi și
- Biserica de lemn din Cornești, Cluj

## Imagini

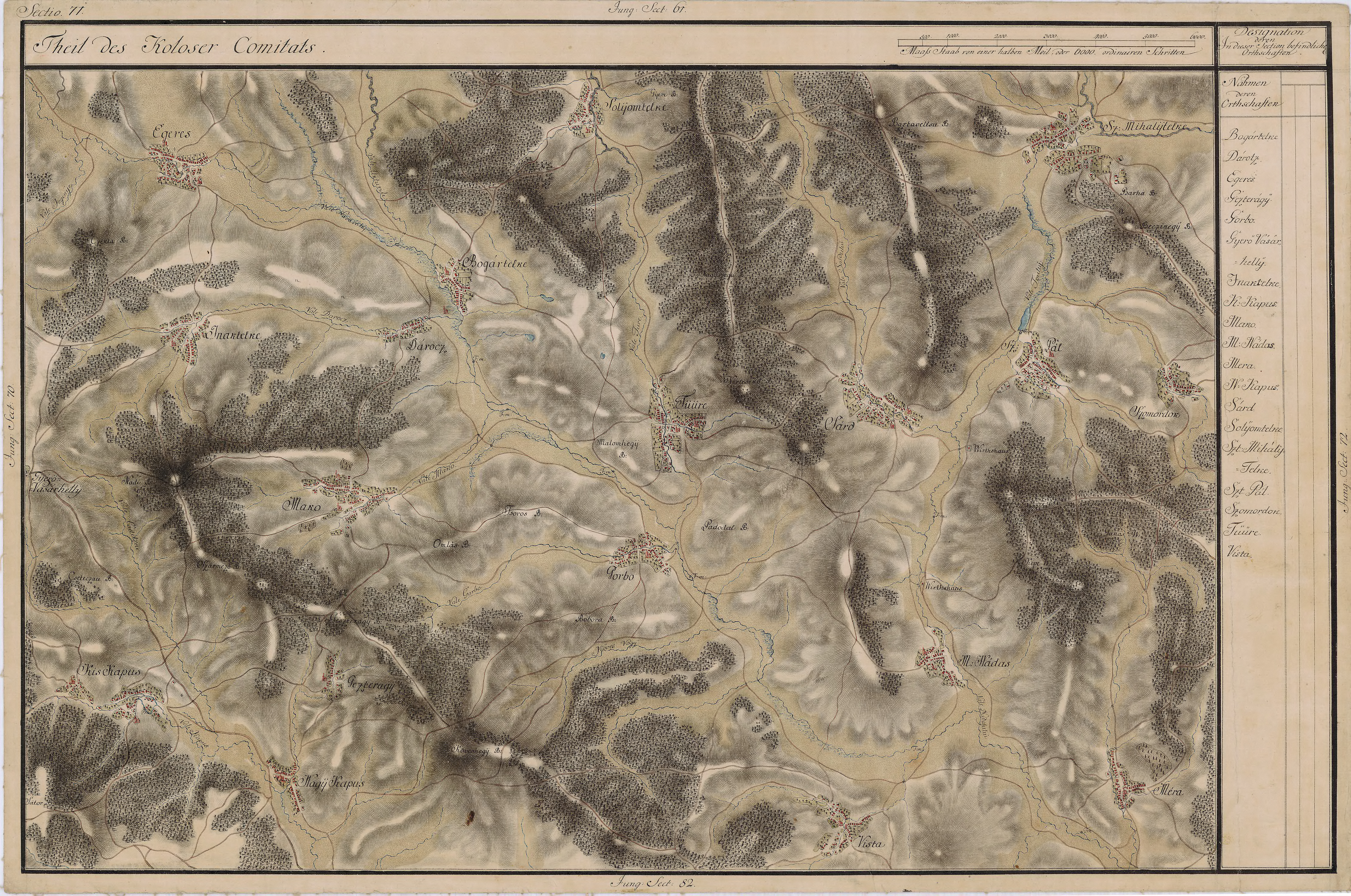
Corneşti pe Harta Iosefină a Transilvaniei, 1769-1773
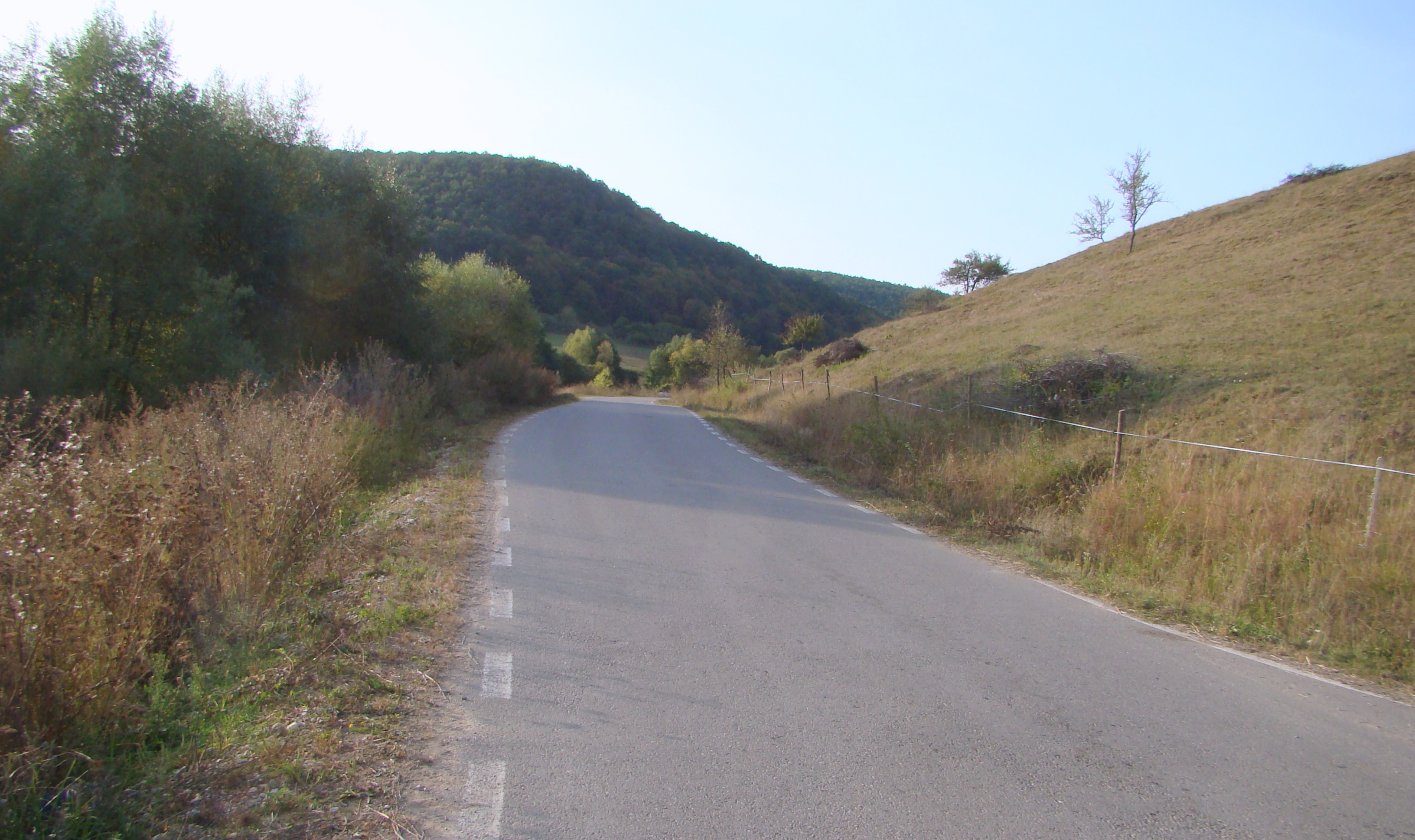
Drumul Turea-Cornești
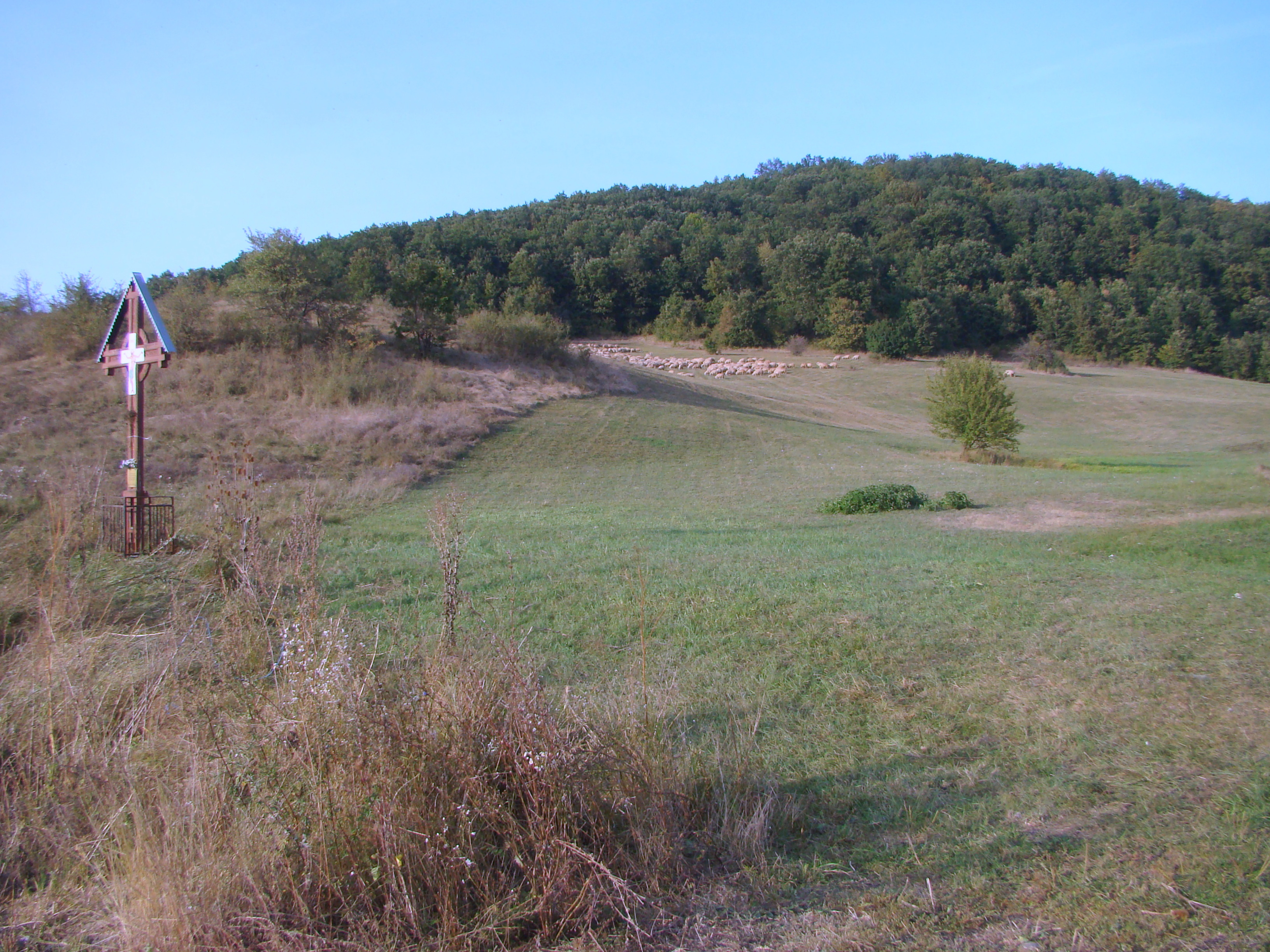
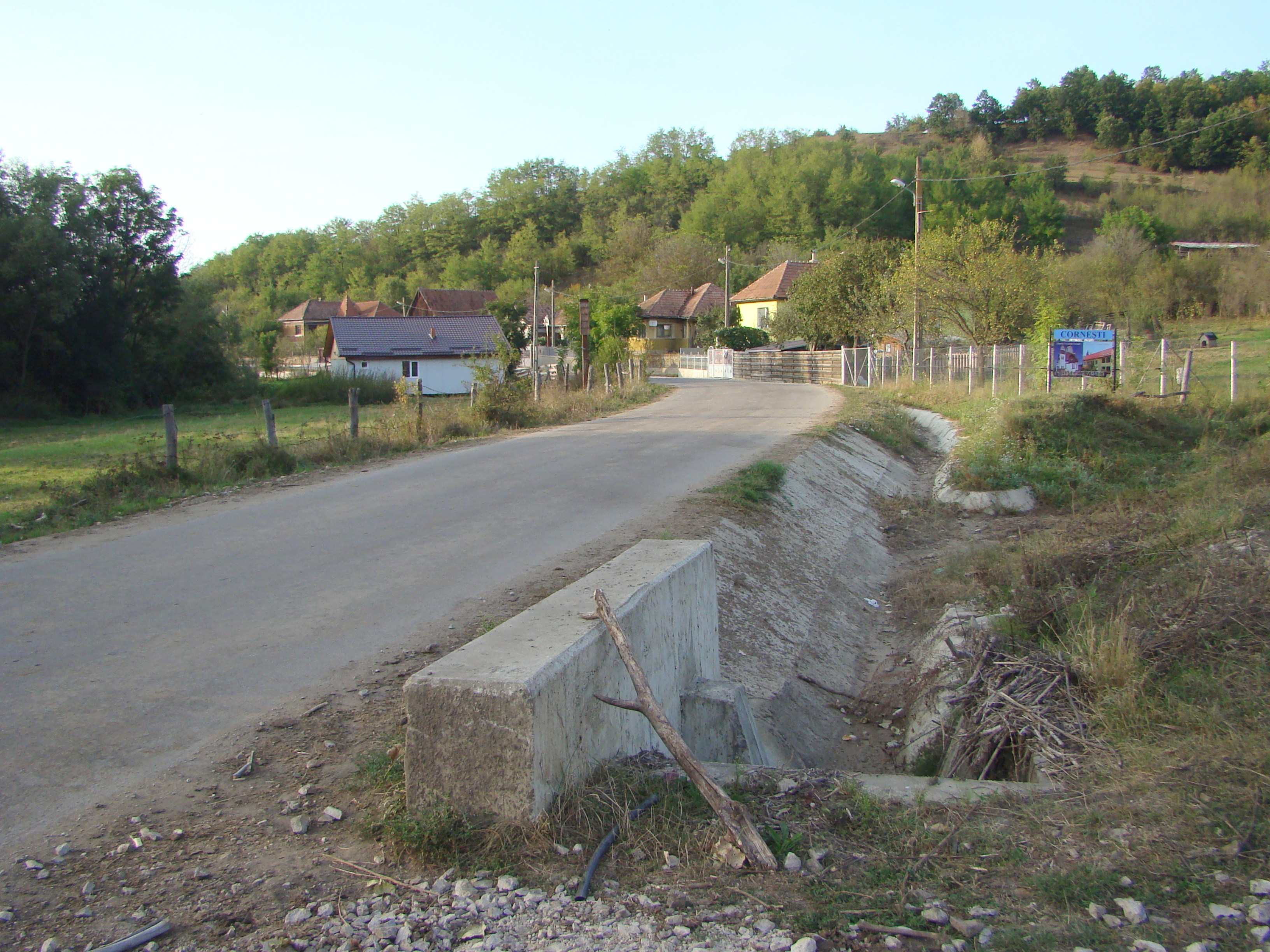
Intrarea în localitate
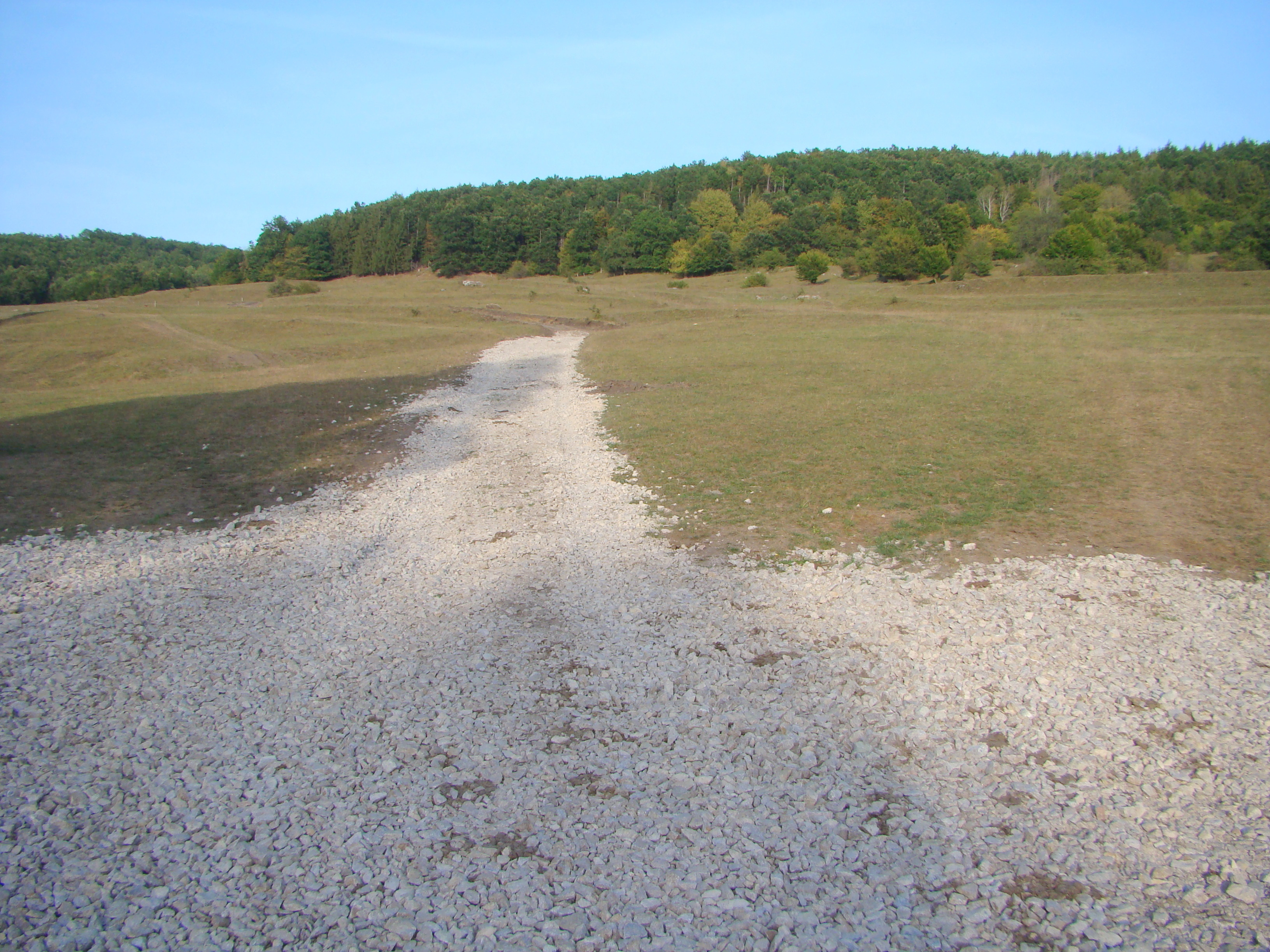
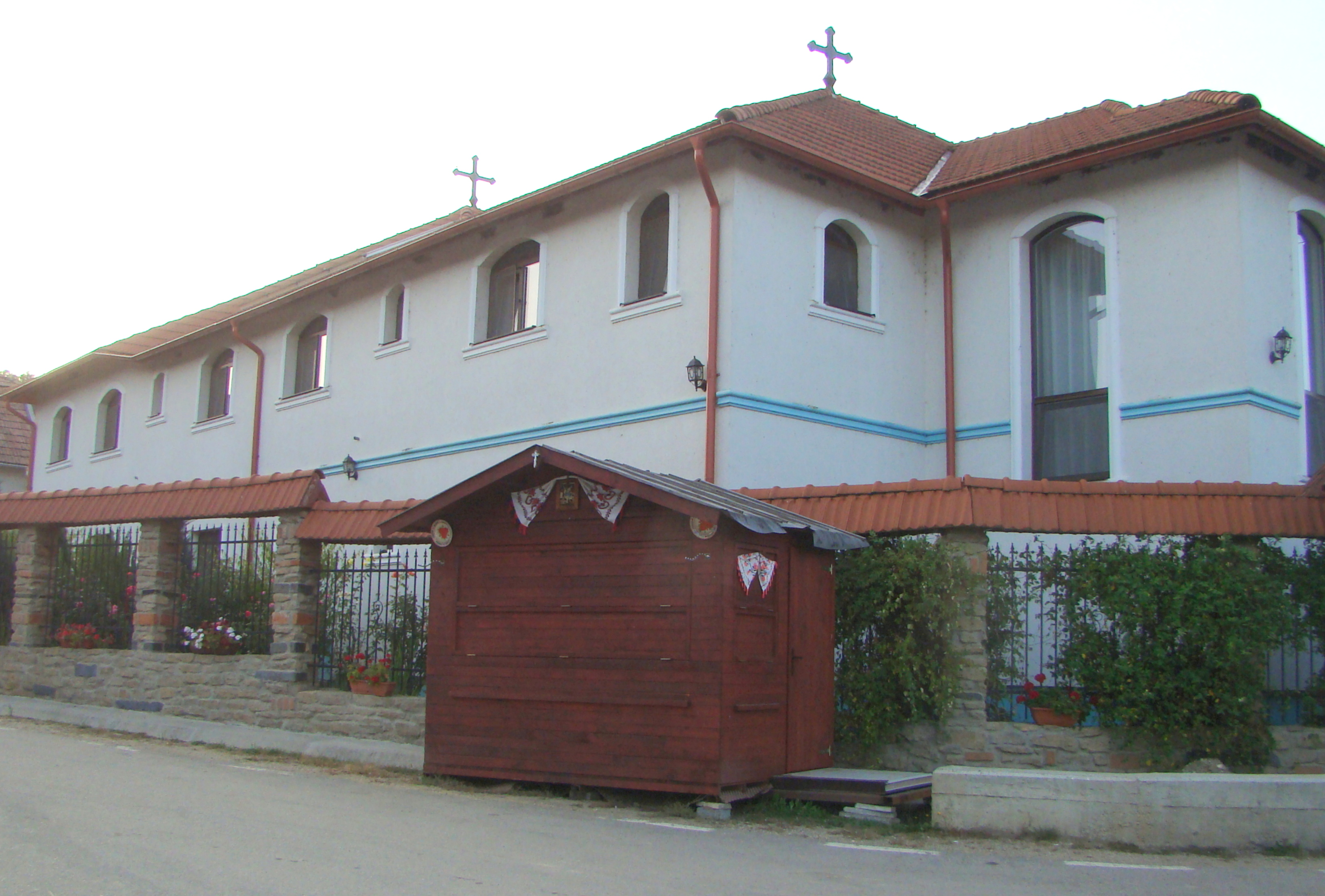
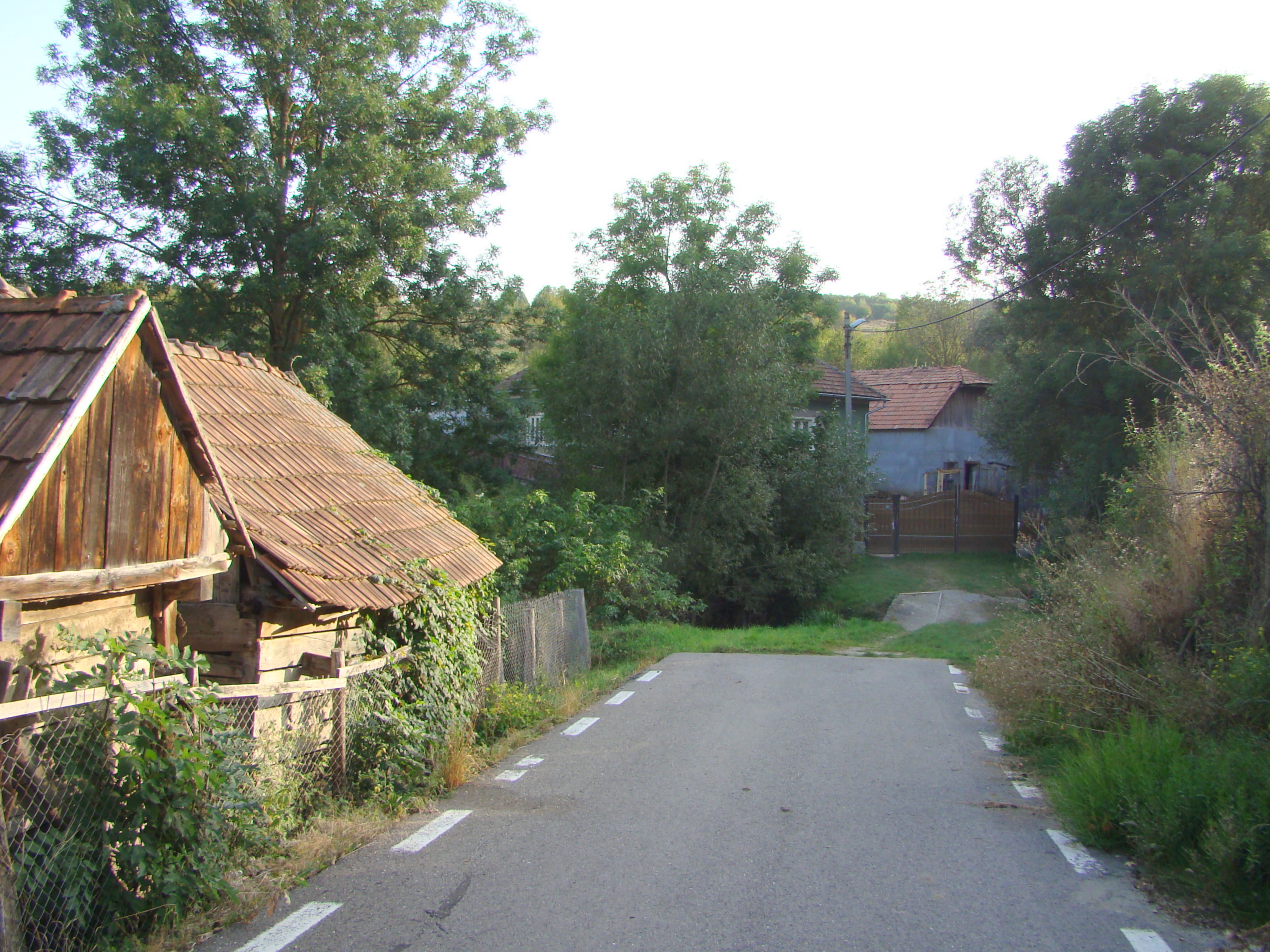
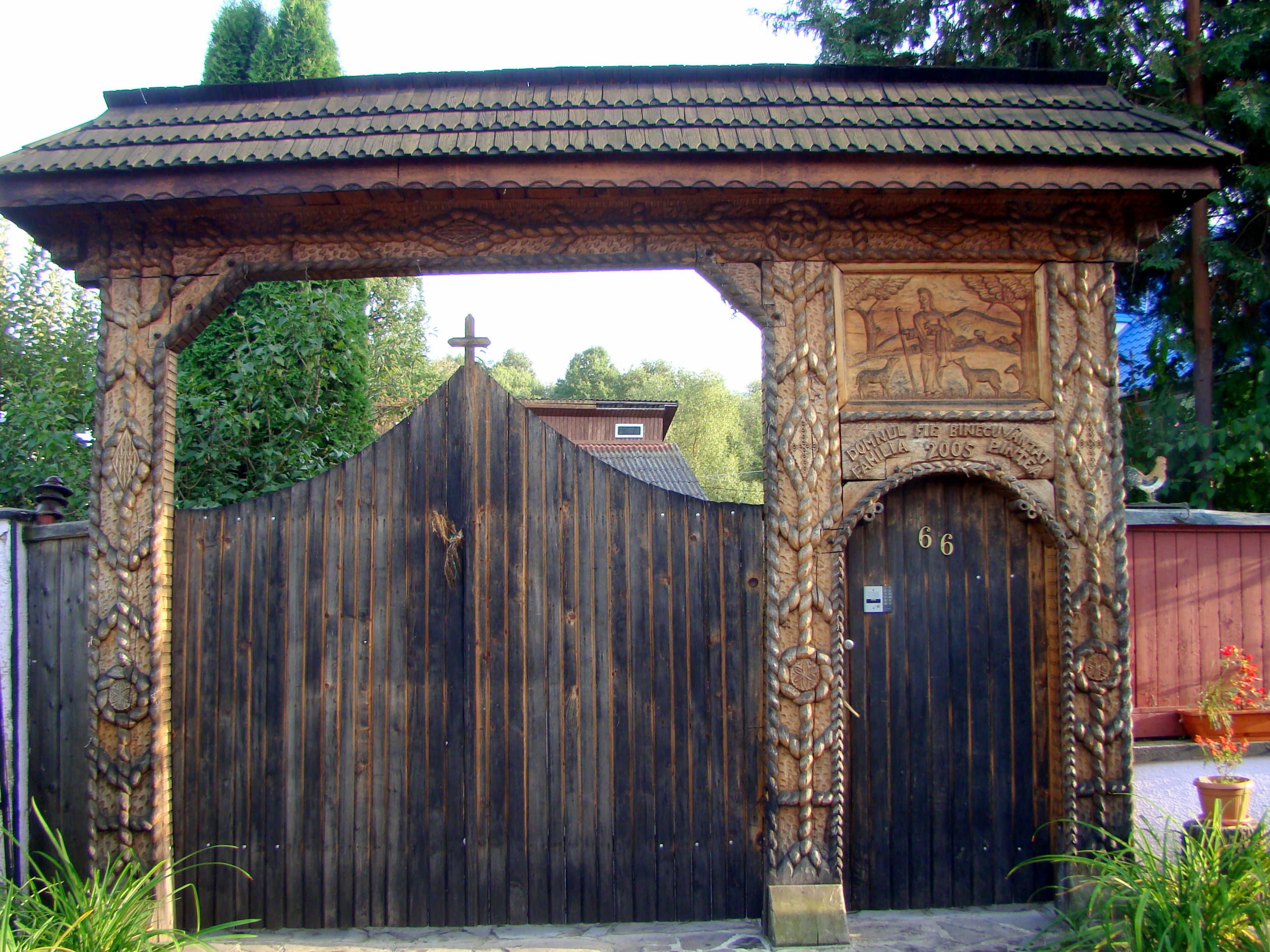
Poarta de lemn a parohiei ortodoxe
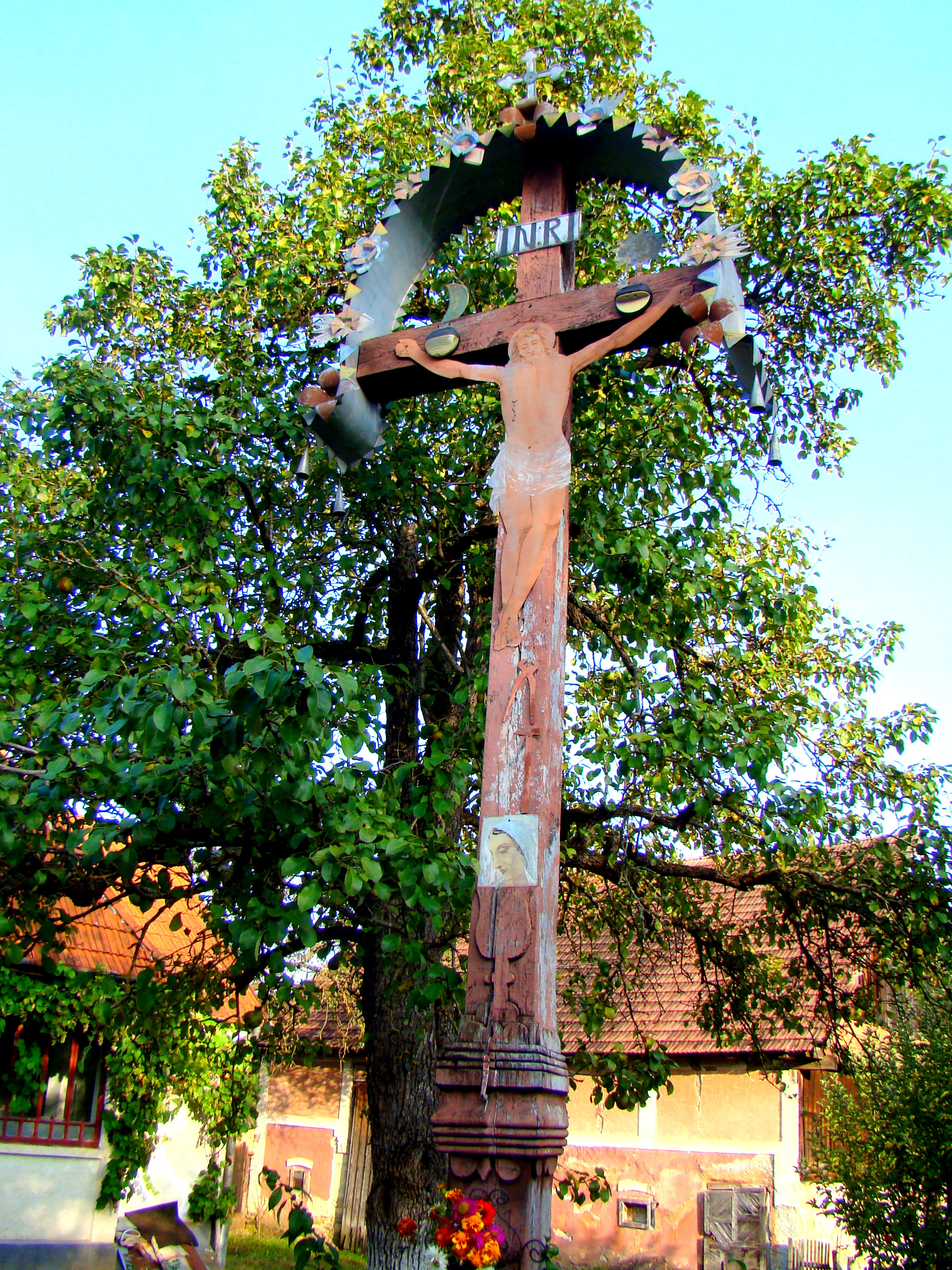
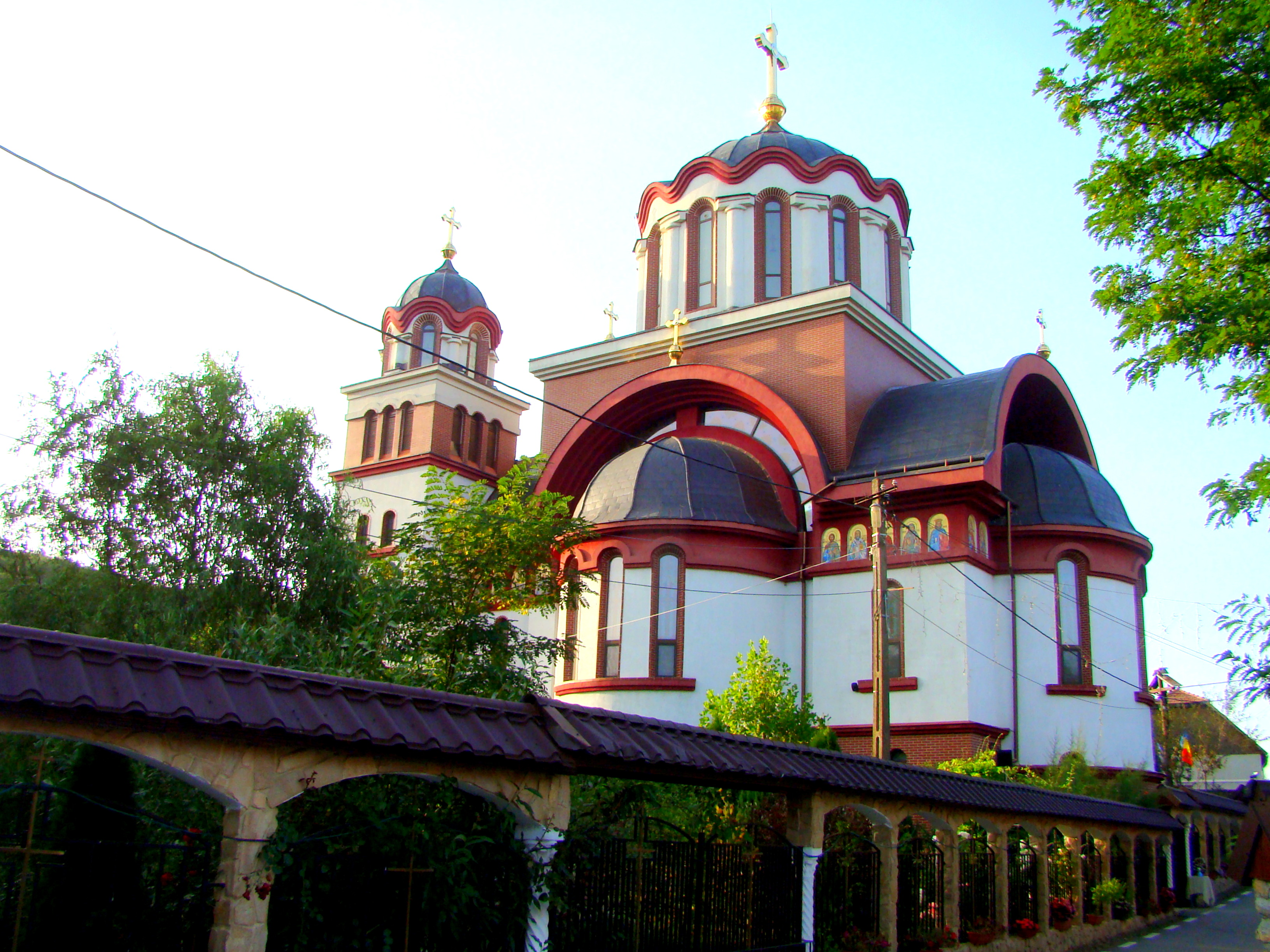
Biserica Adormirea Maicii Domnului
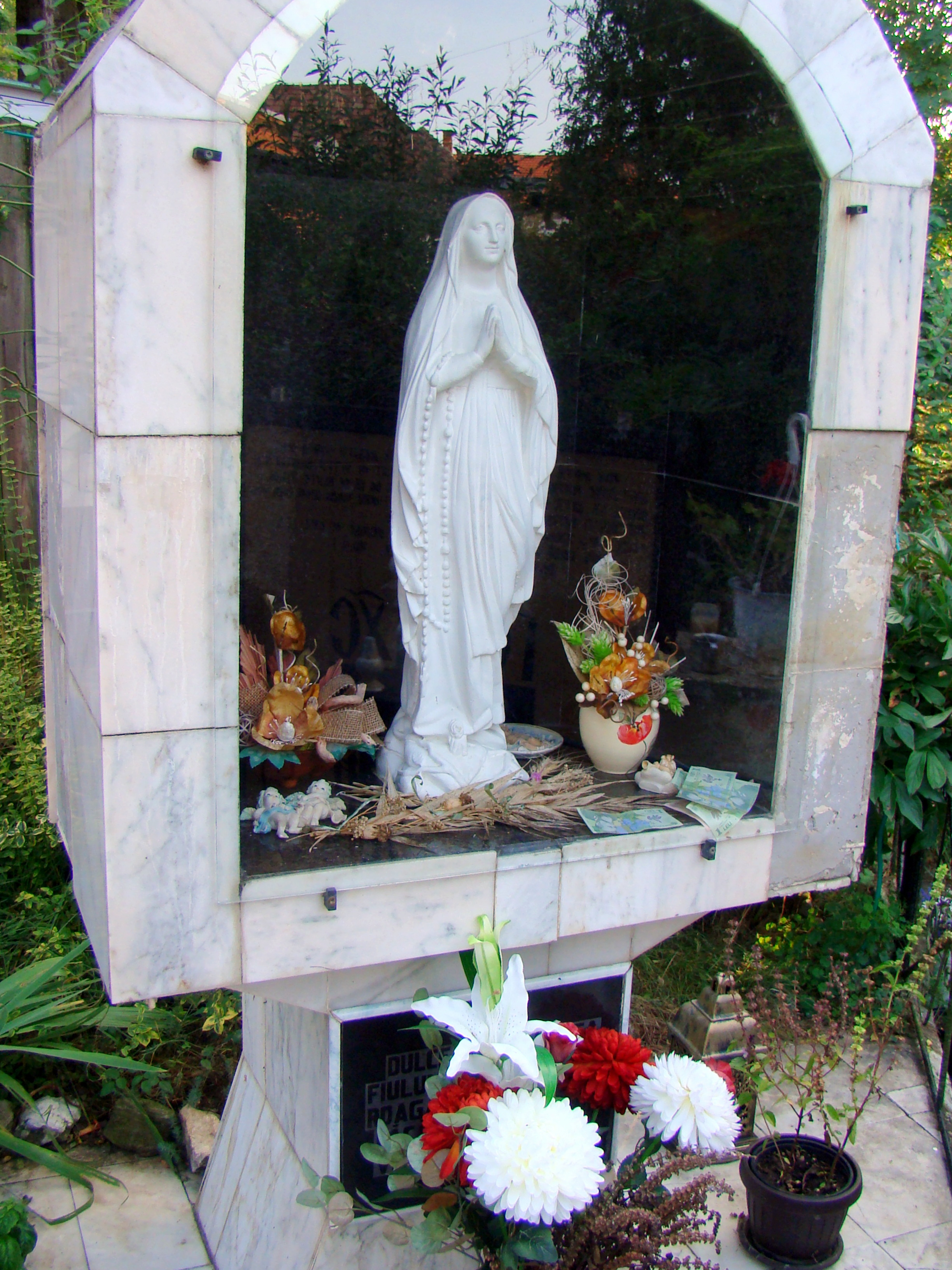
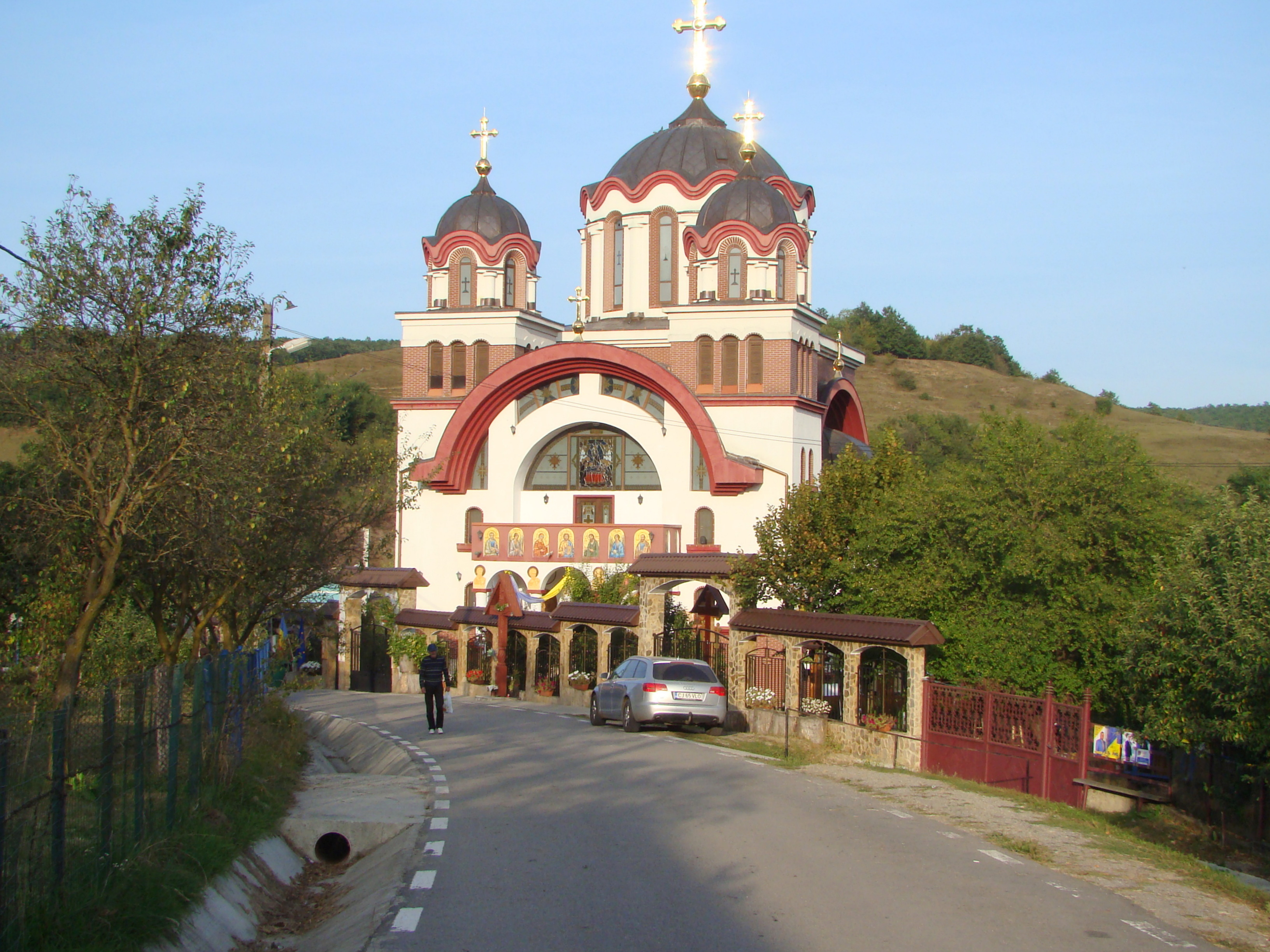
Biserica Adormirea Maicii Domnului
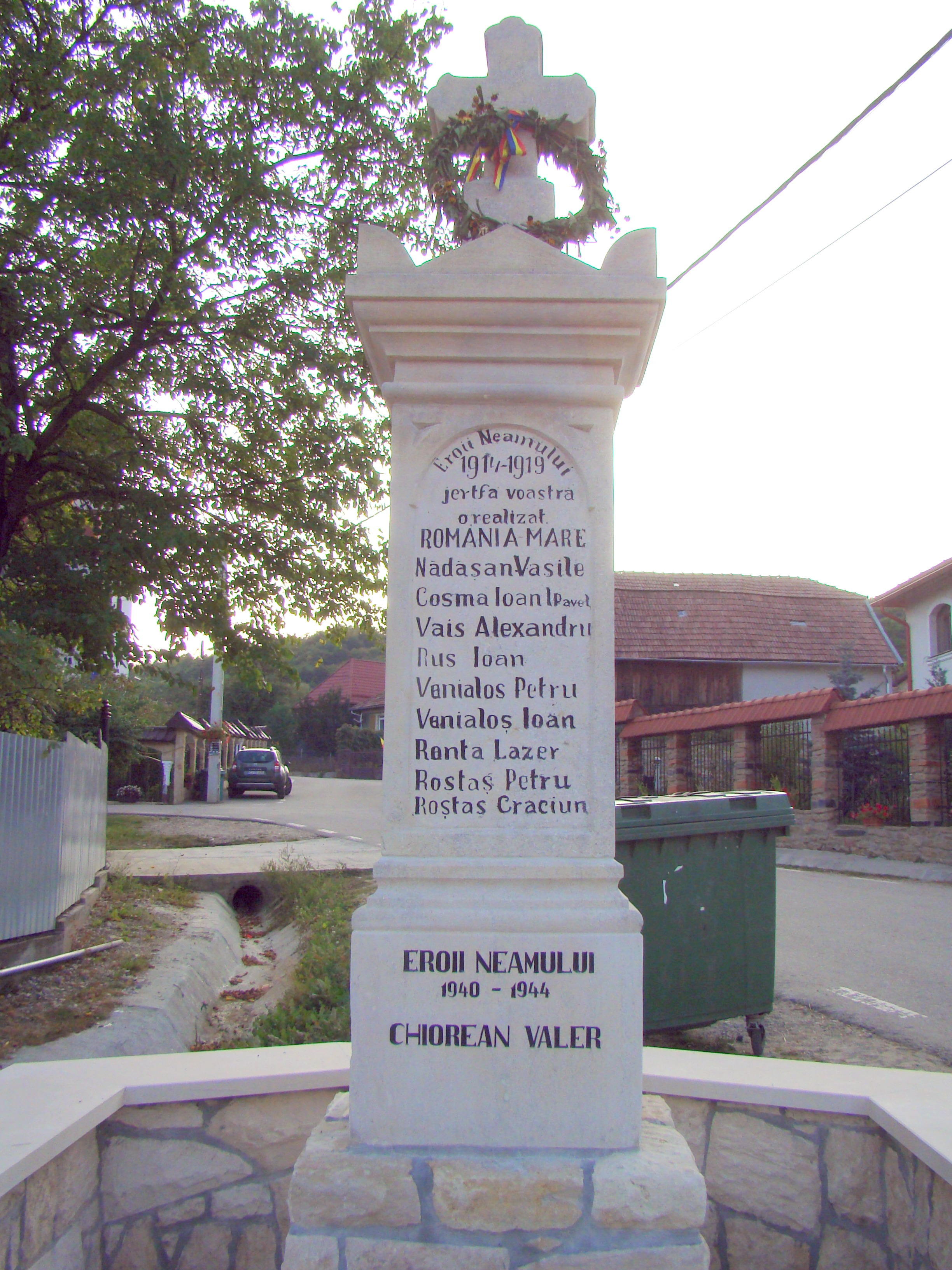
Monumentul eroilor
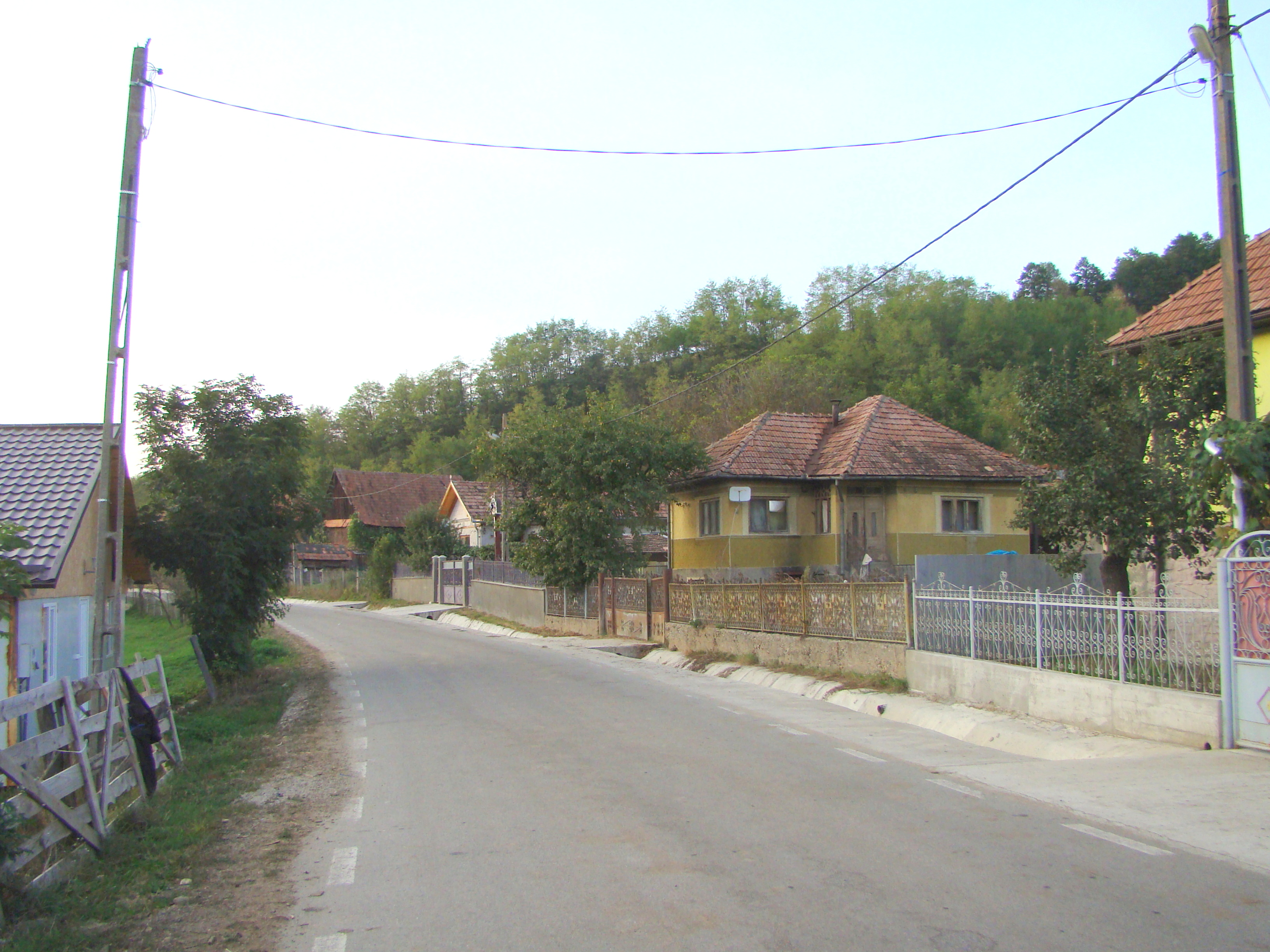
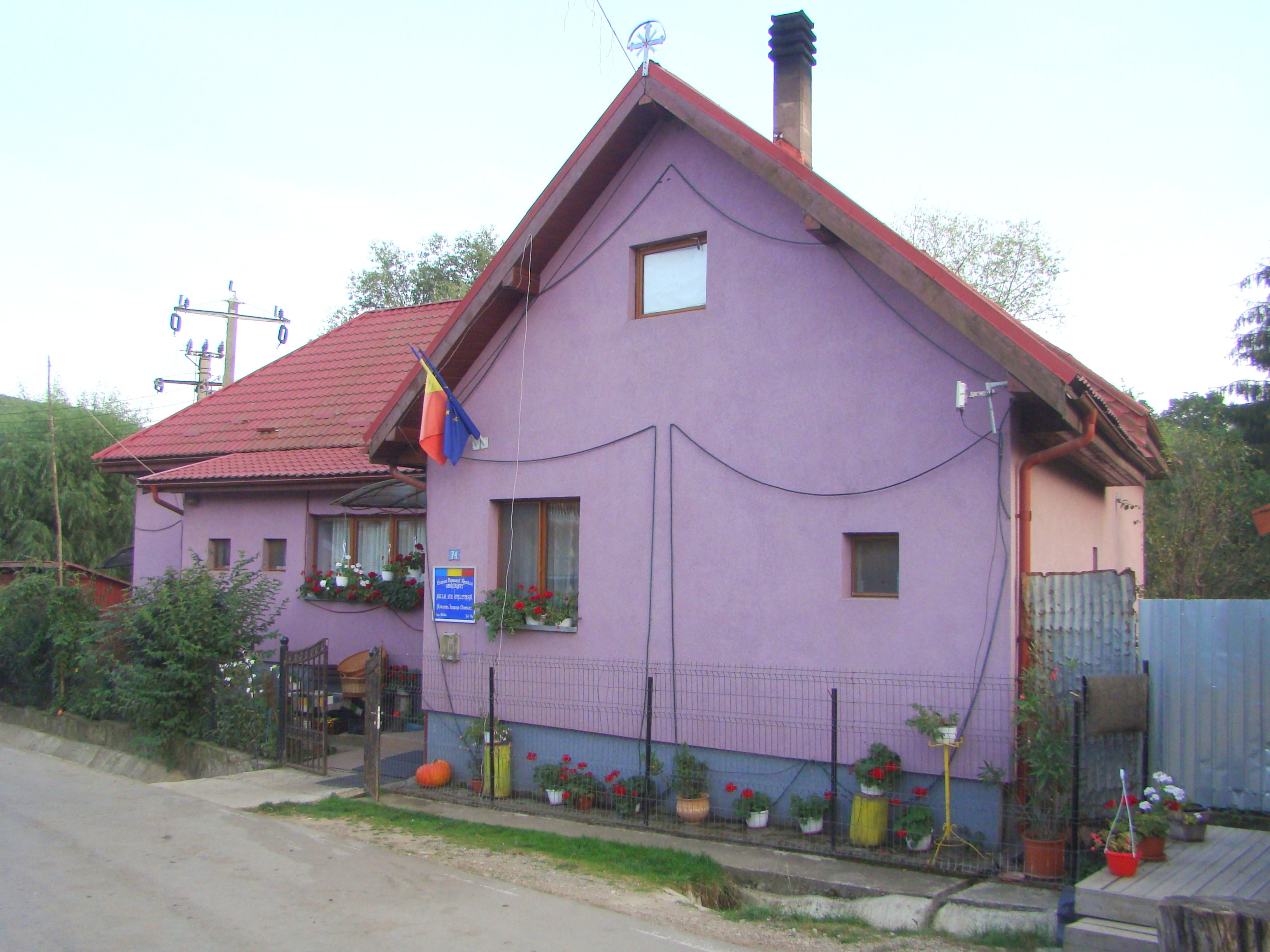
Sala de cultură a parohiei ortodoxe
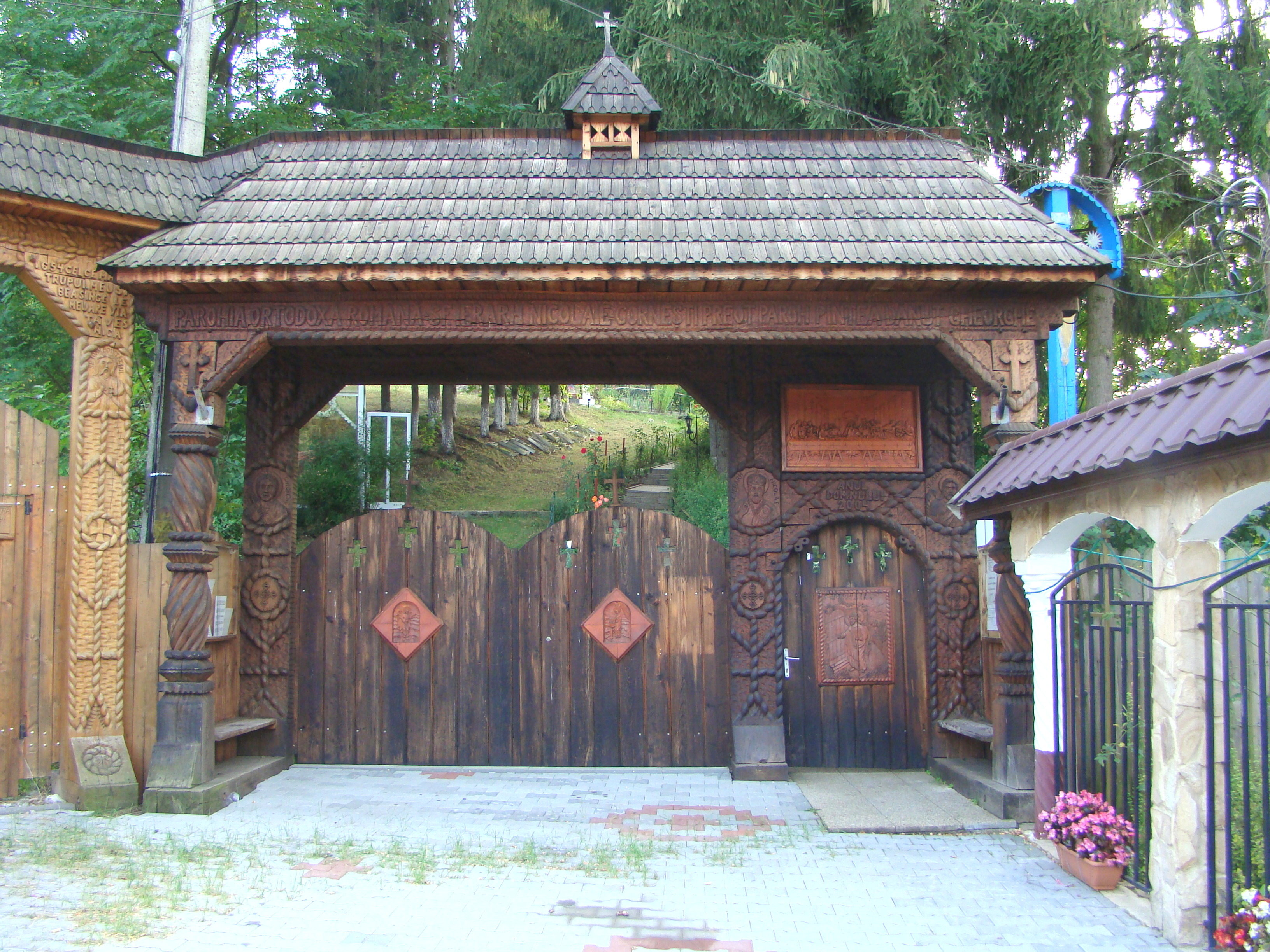
Poarta de lemn a bisericii Sfântul Nicolae
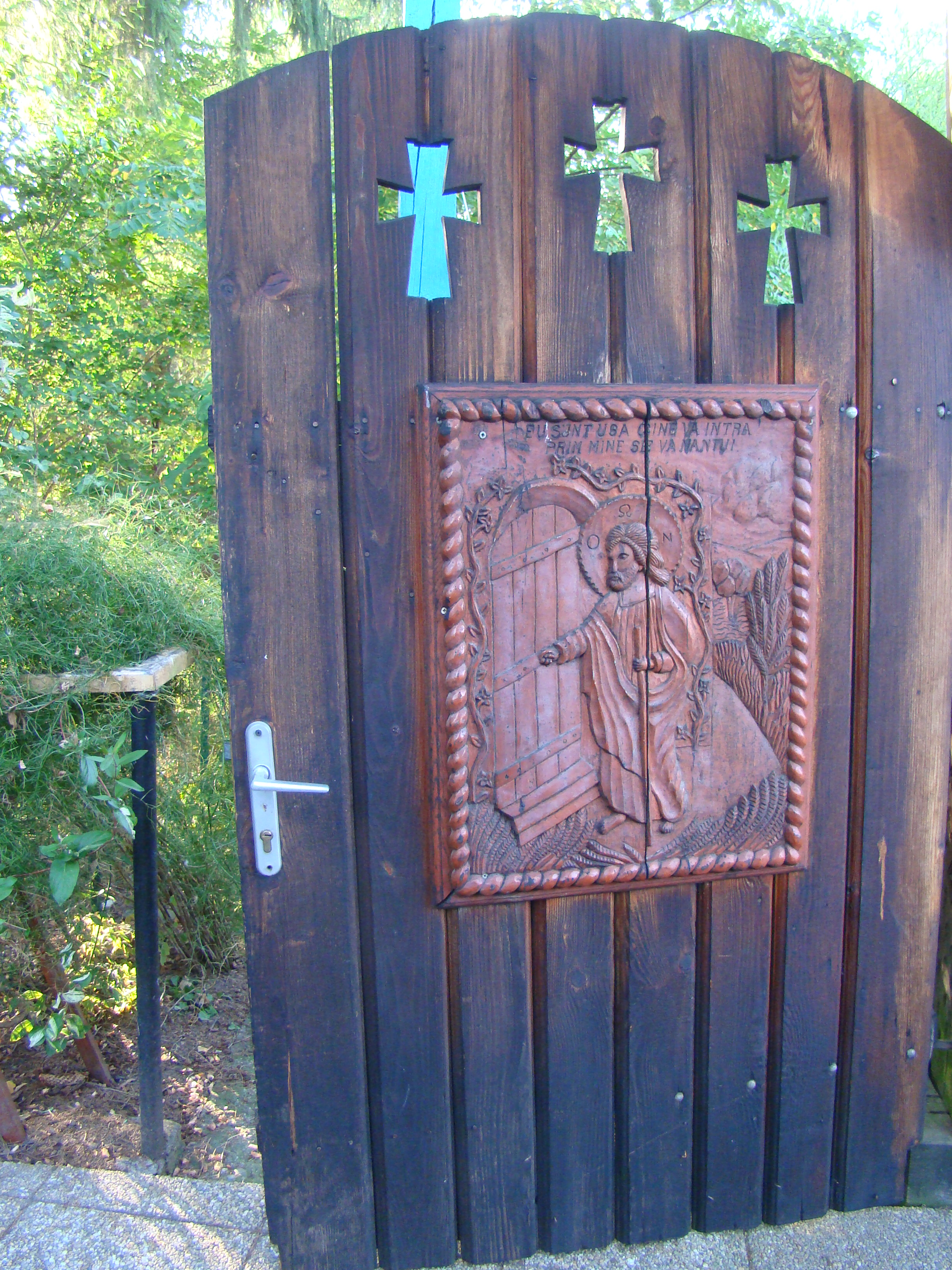
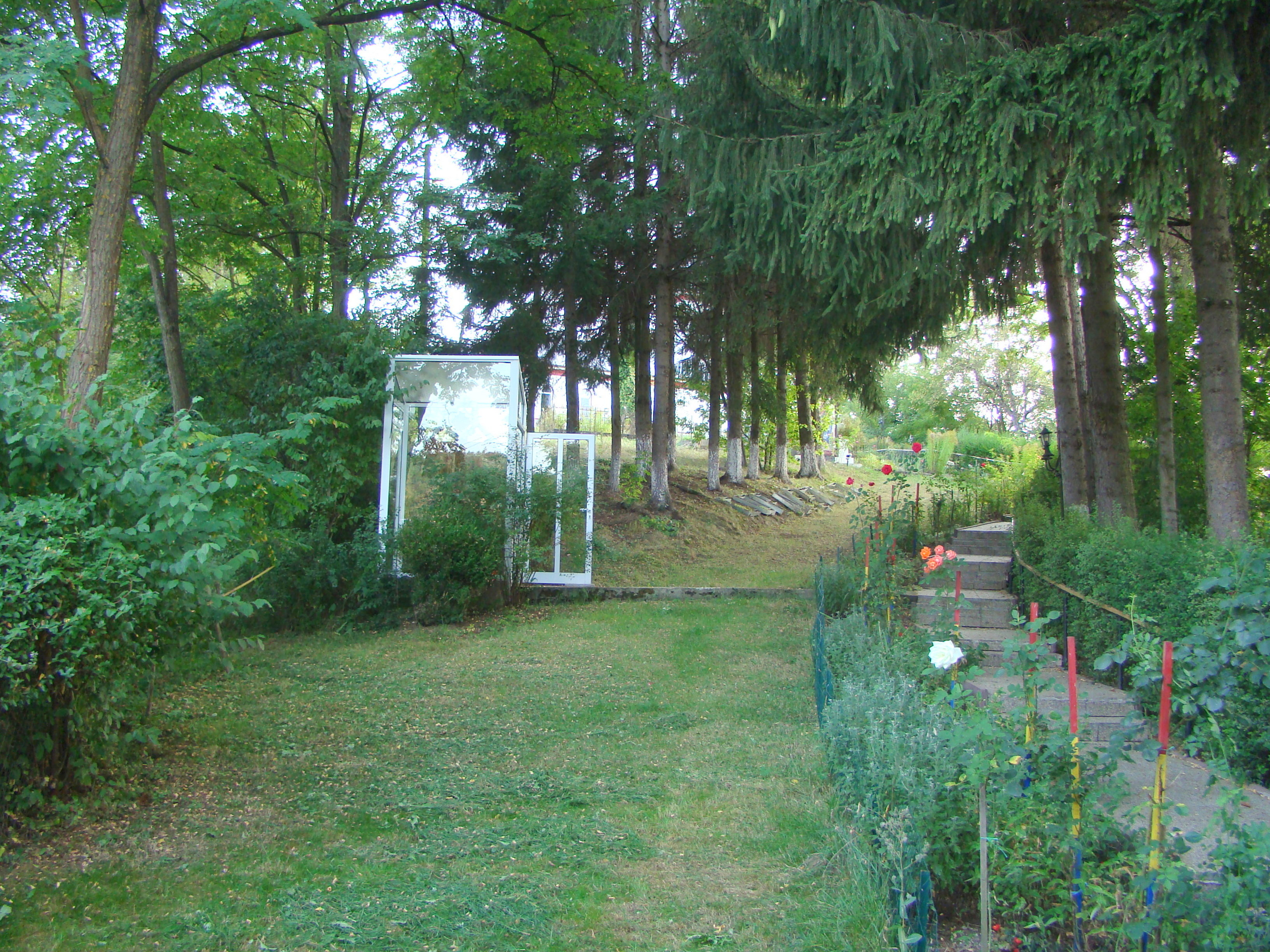
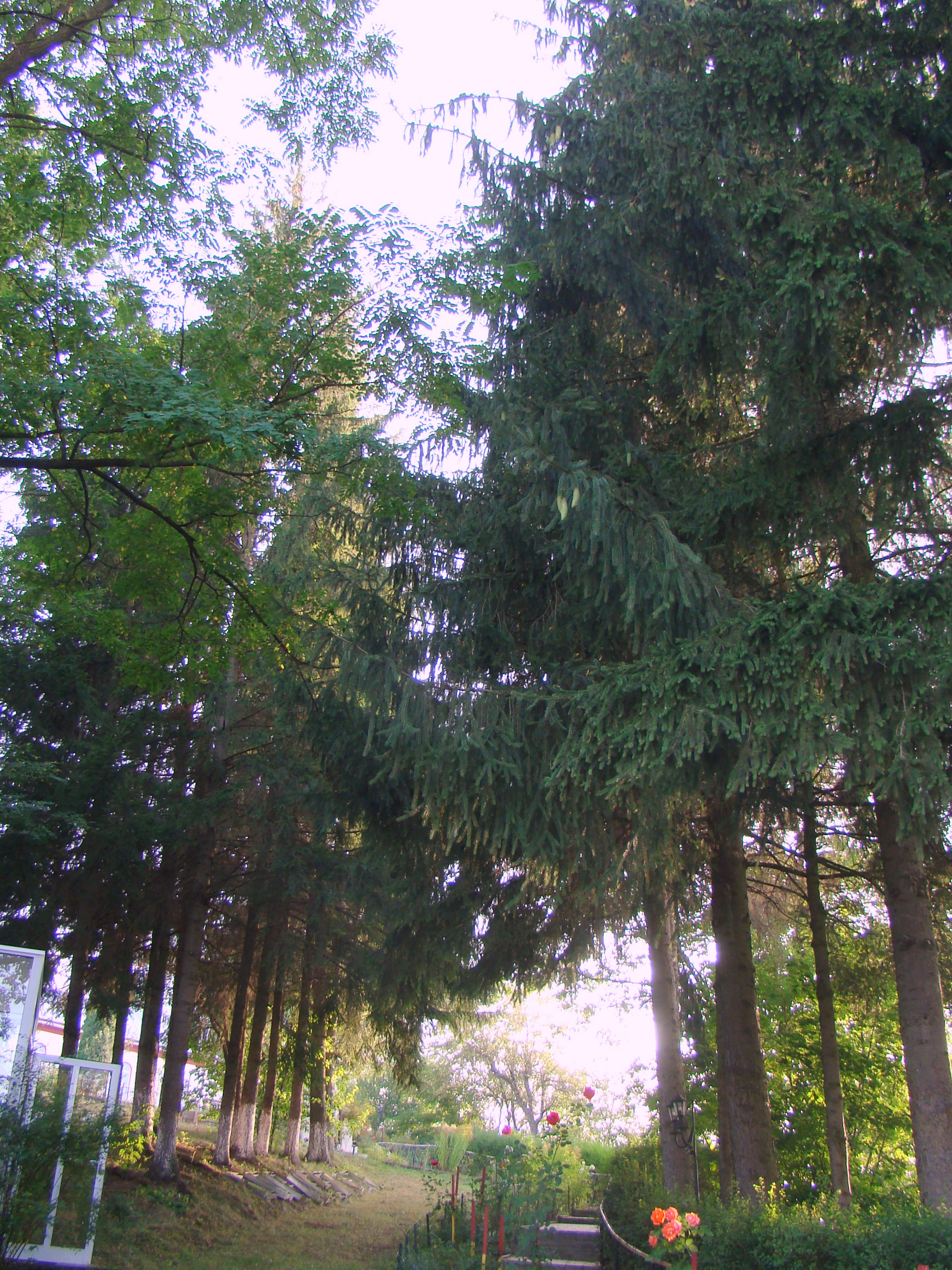
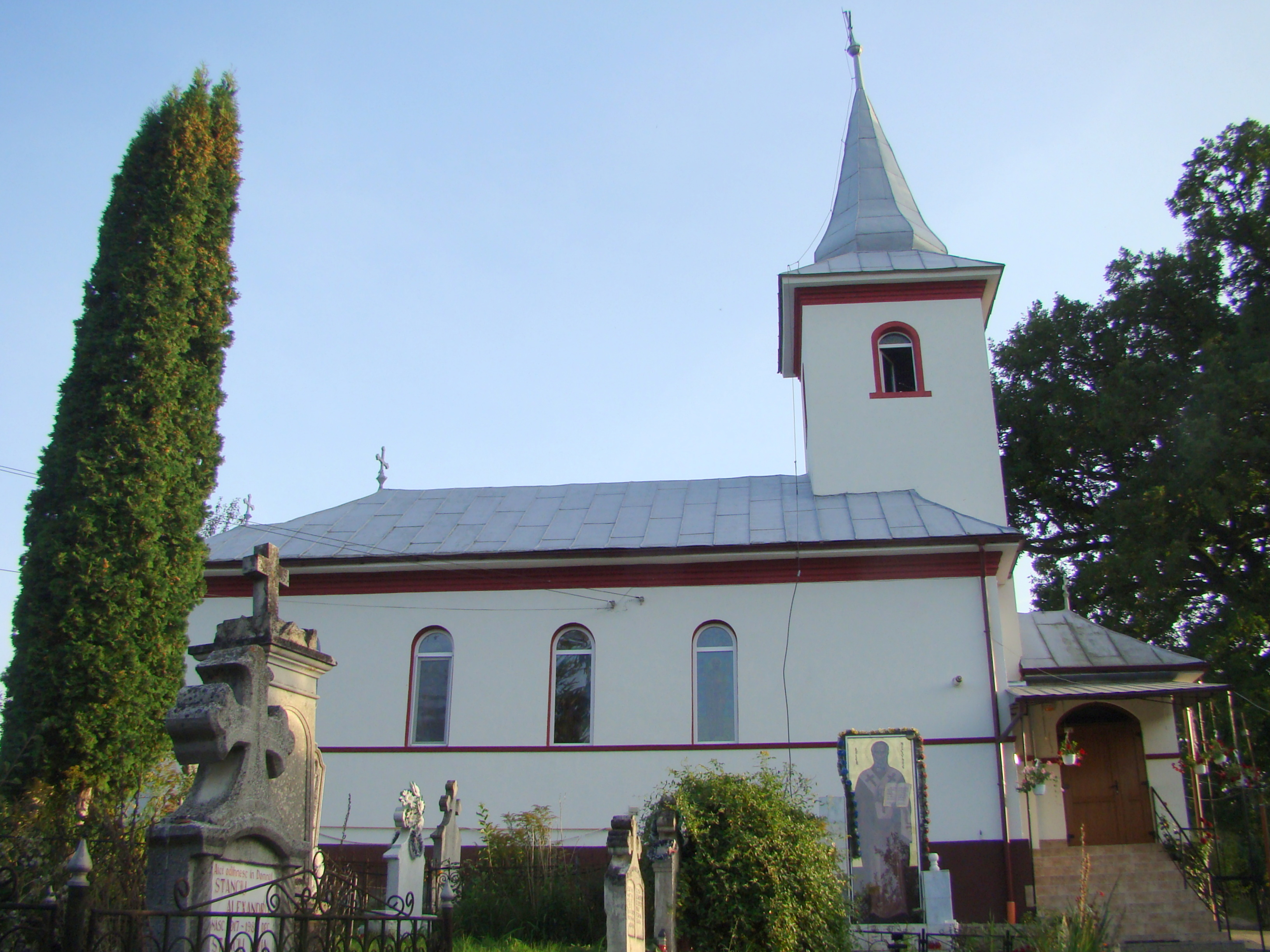
Biserica „Sfântul Ierarh Nicolae”
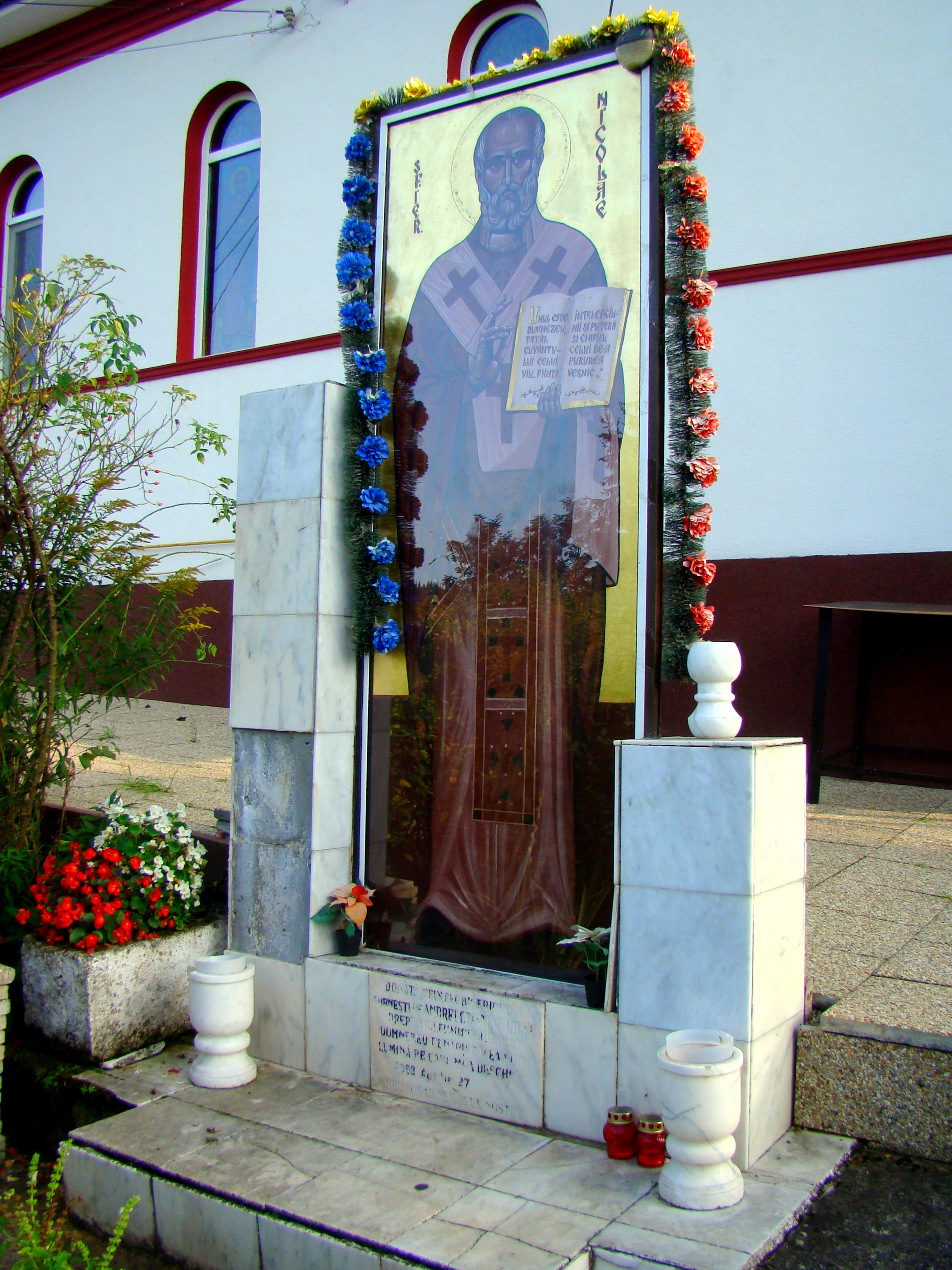
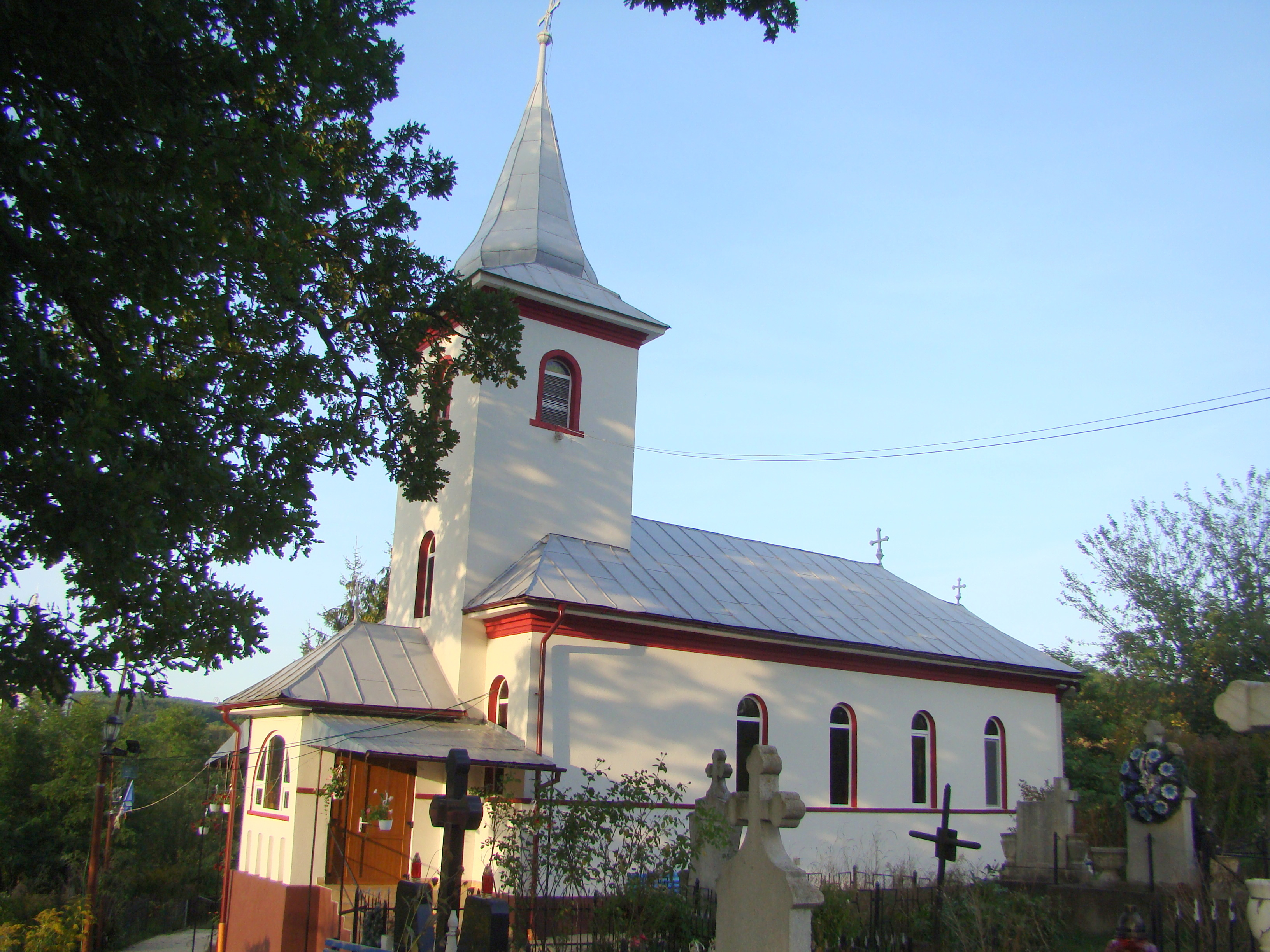
Biserica „Sfântul Ierarh Nicolae”
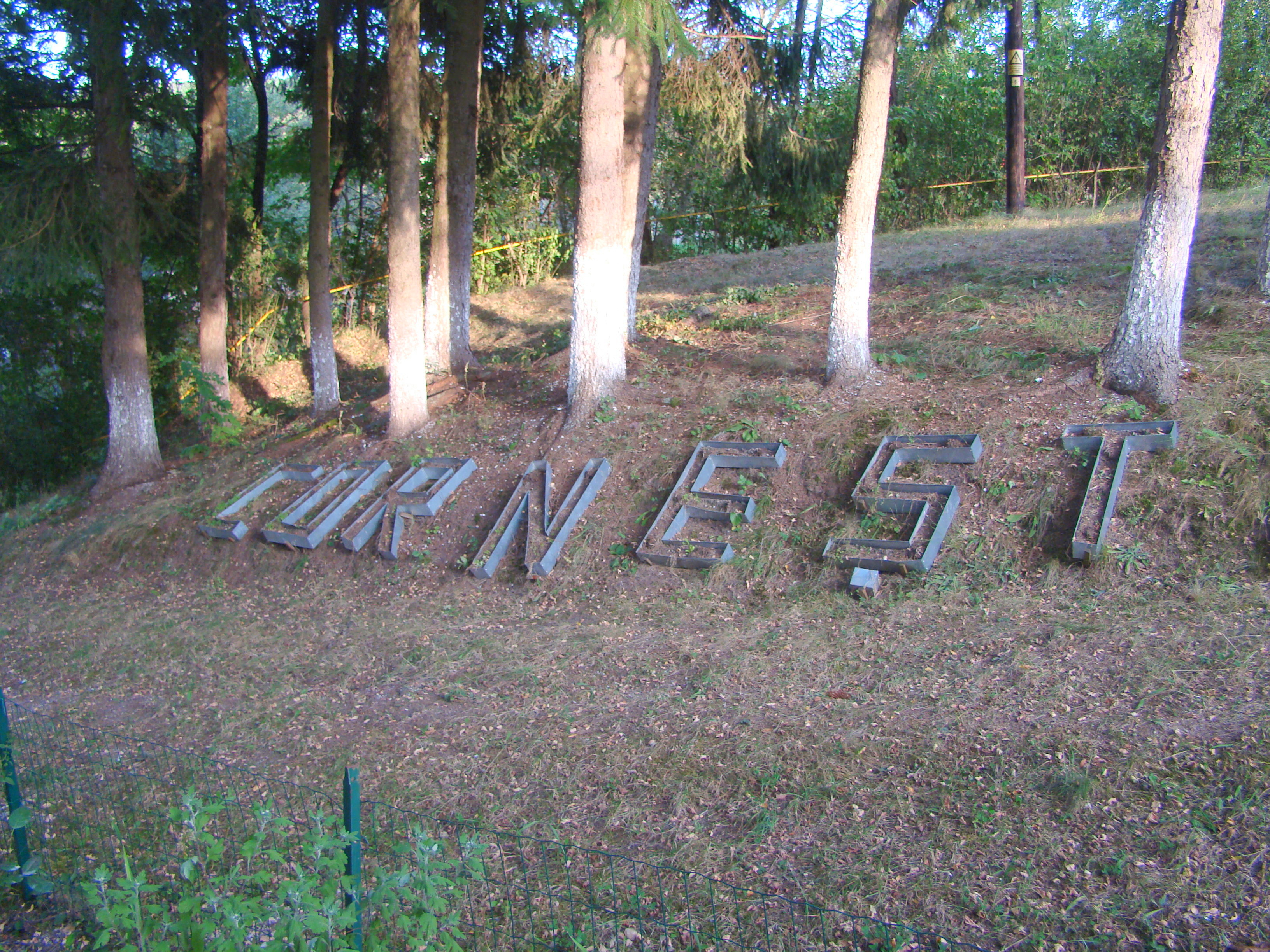
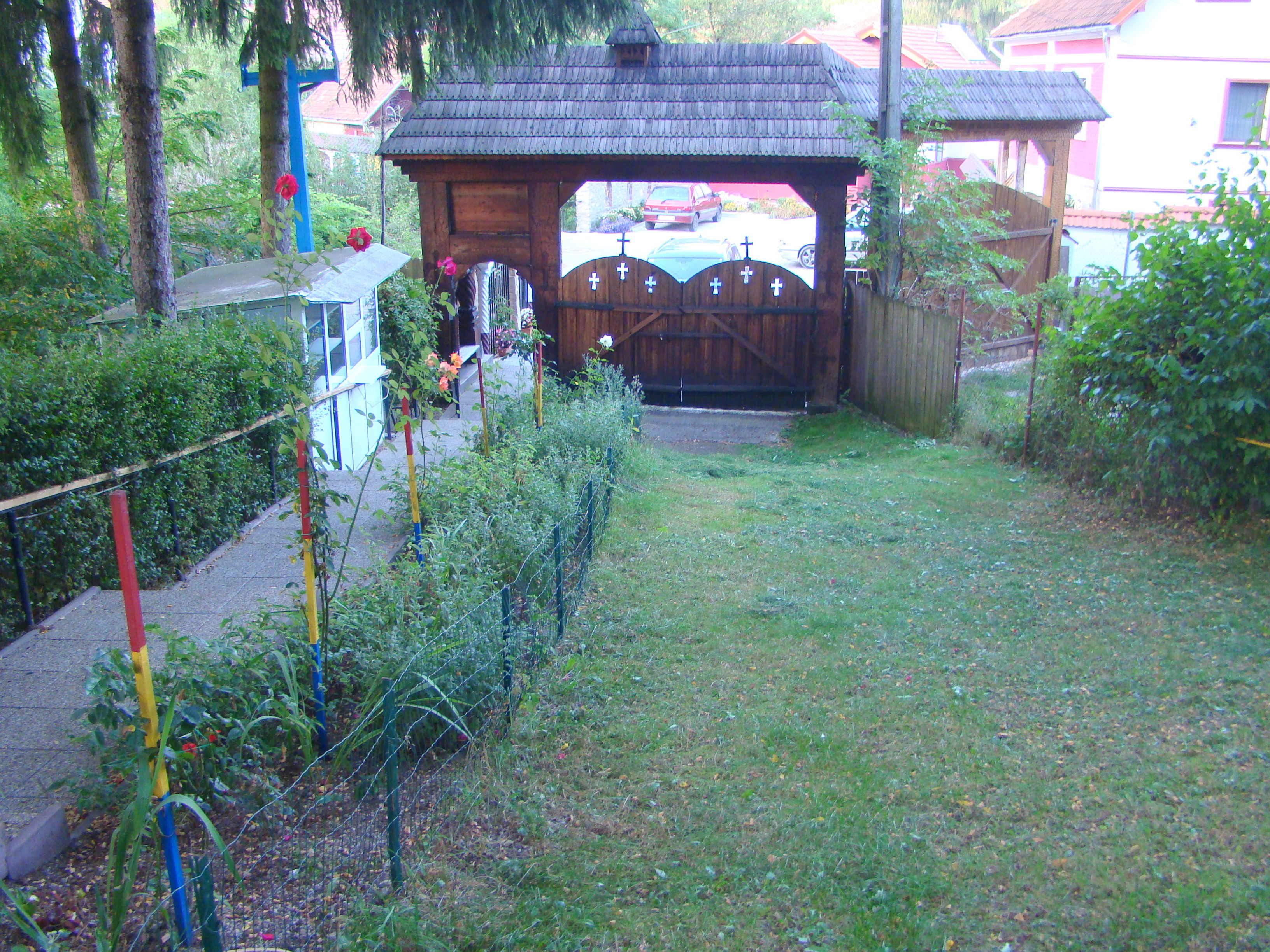
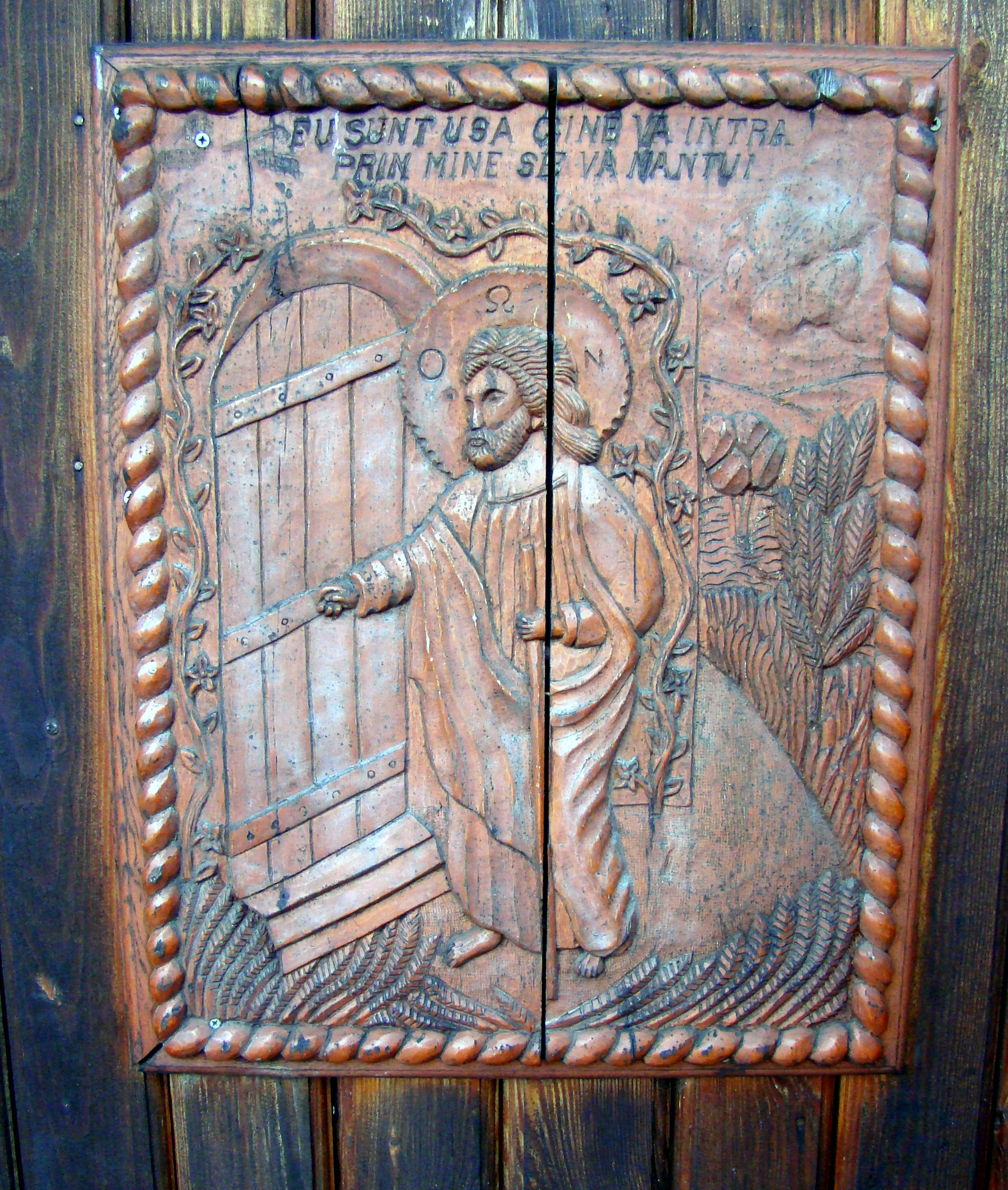
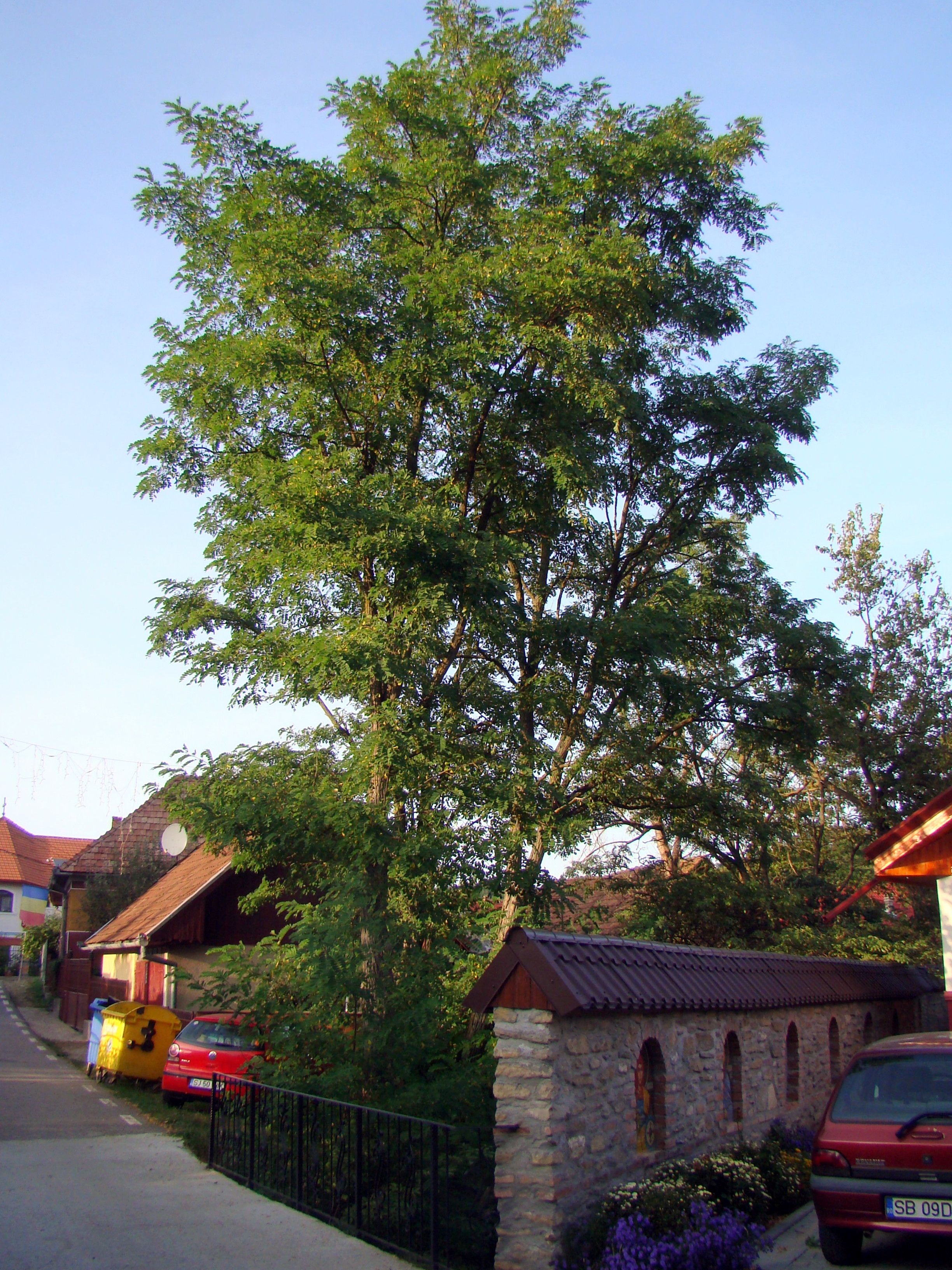
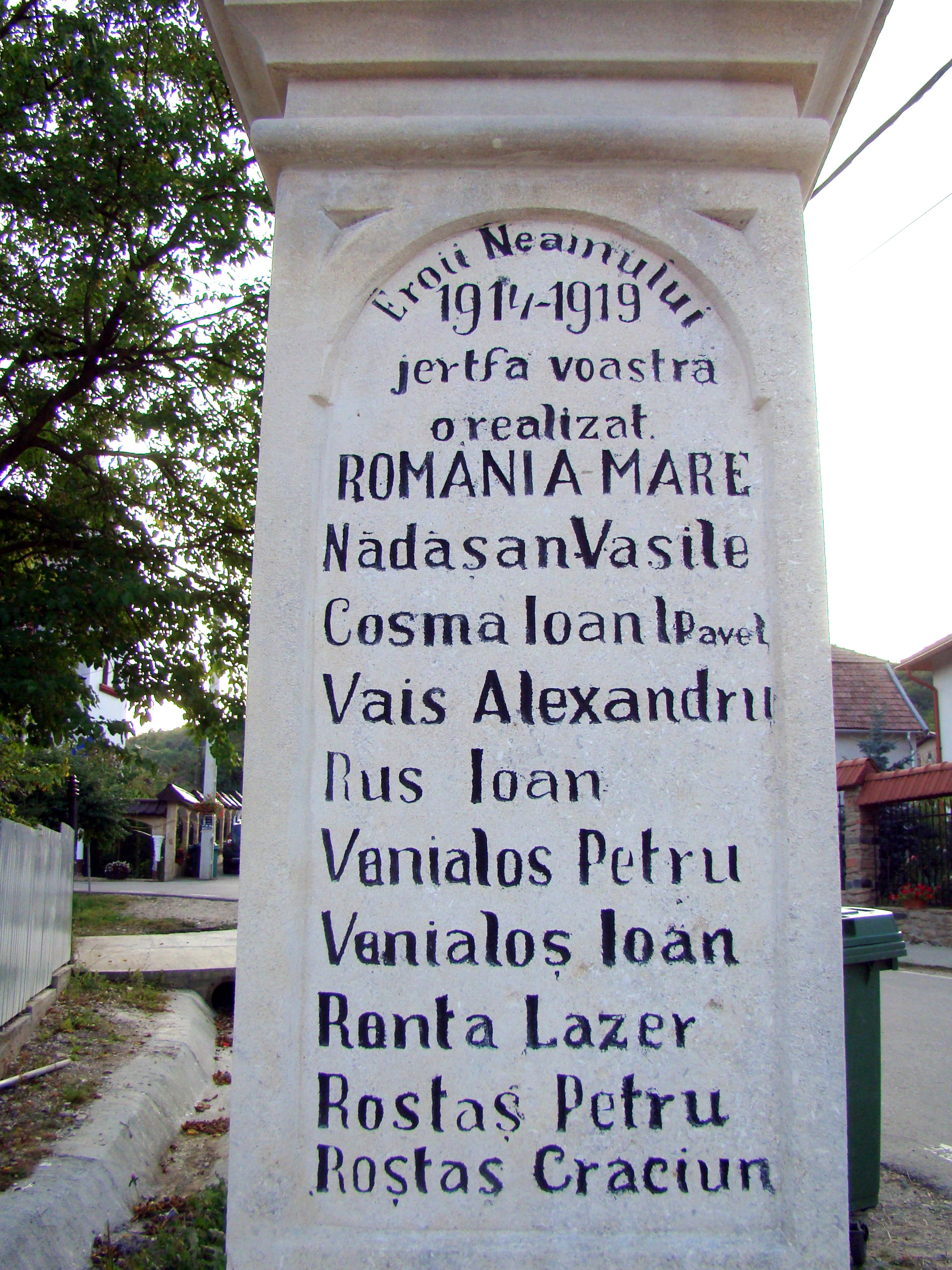
Monumentul eroilor (detaliu)
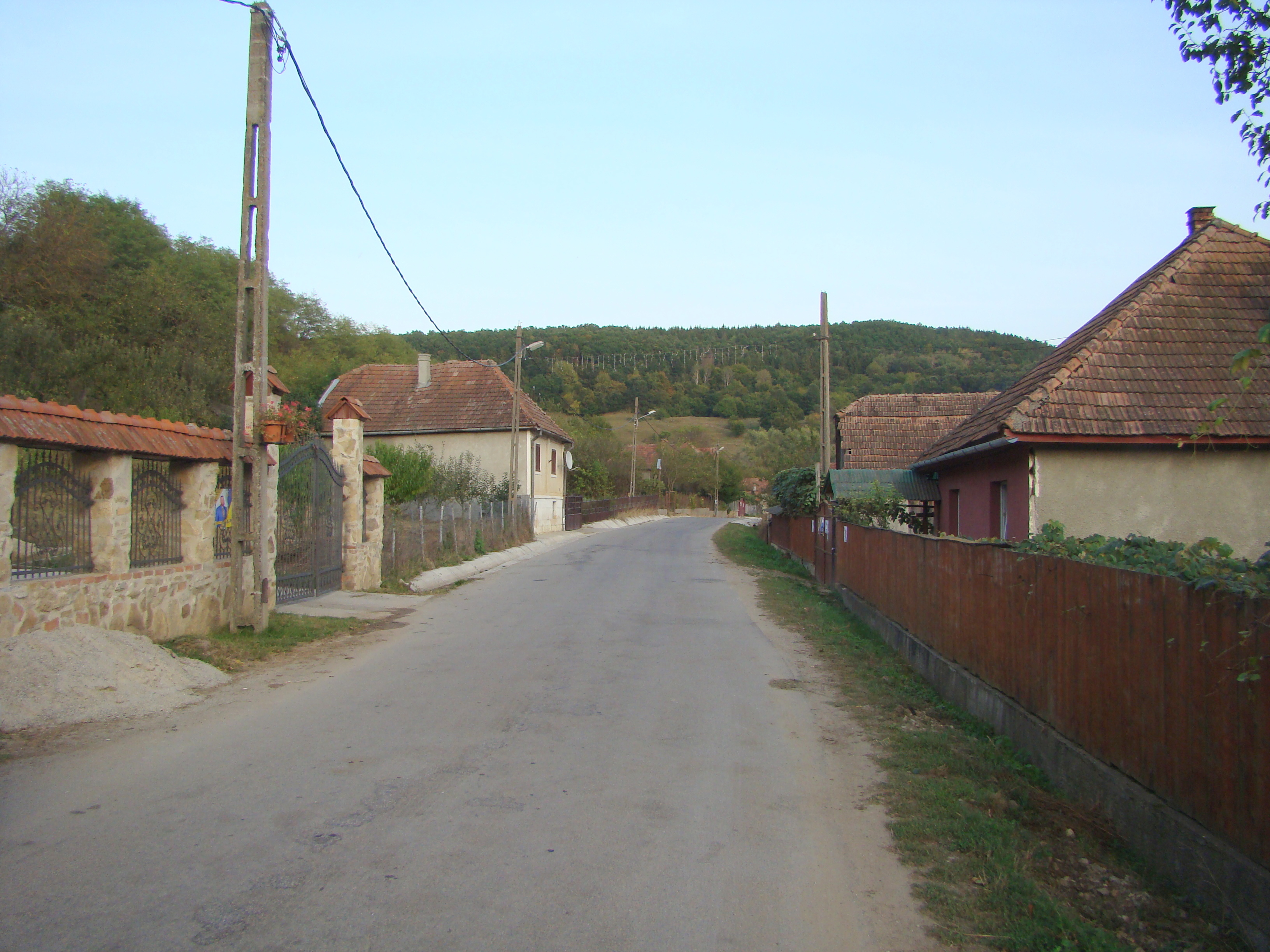
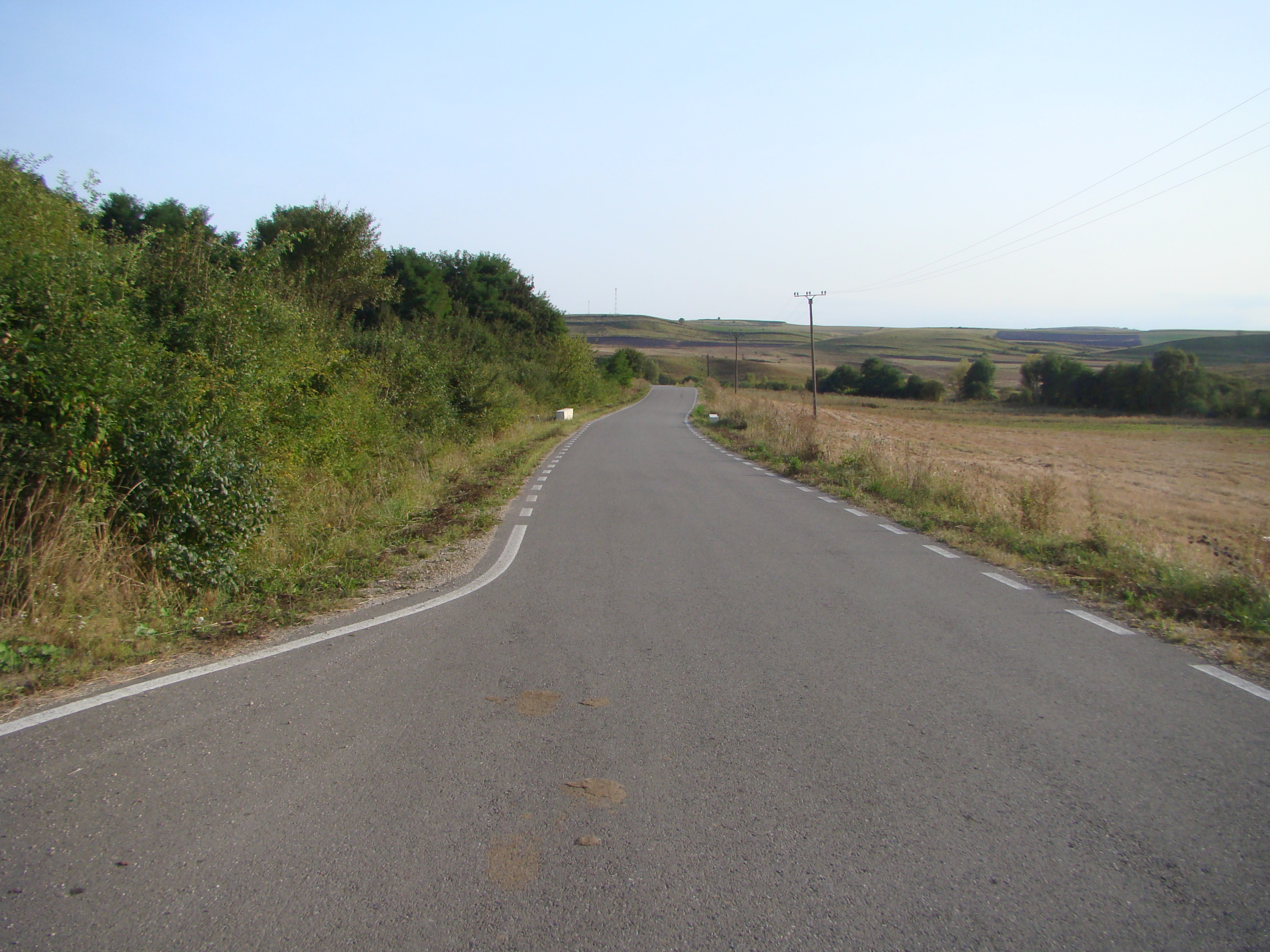
Drumul Turea-Cornești
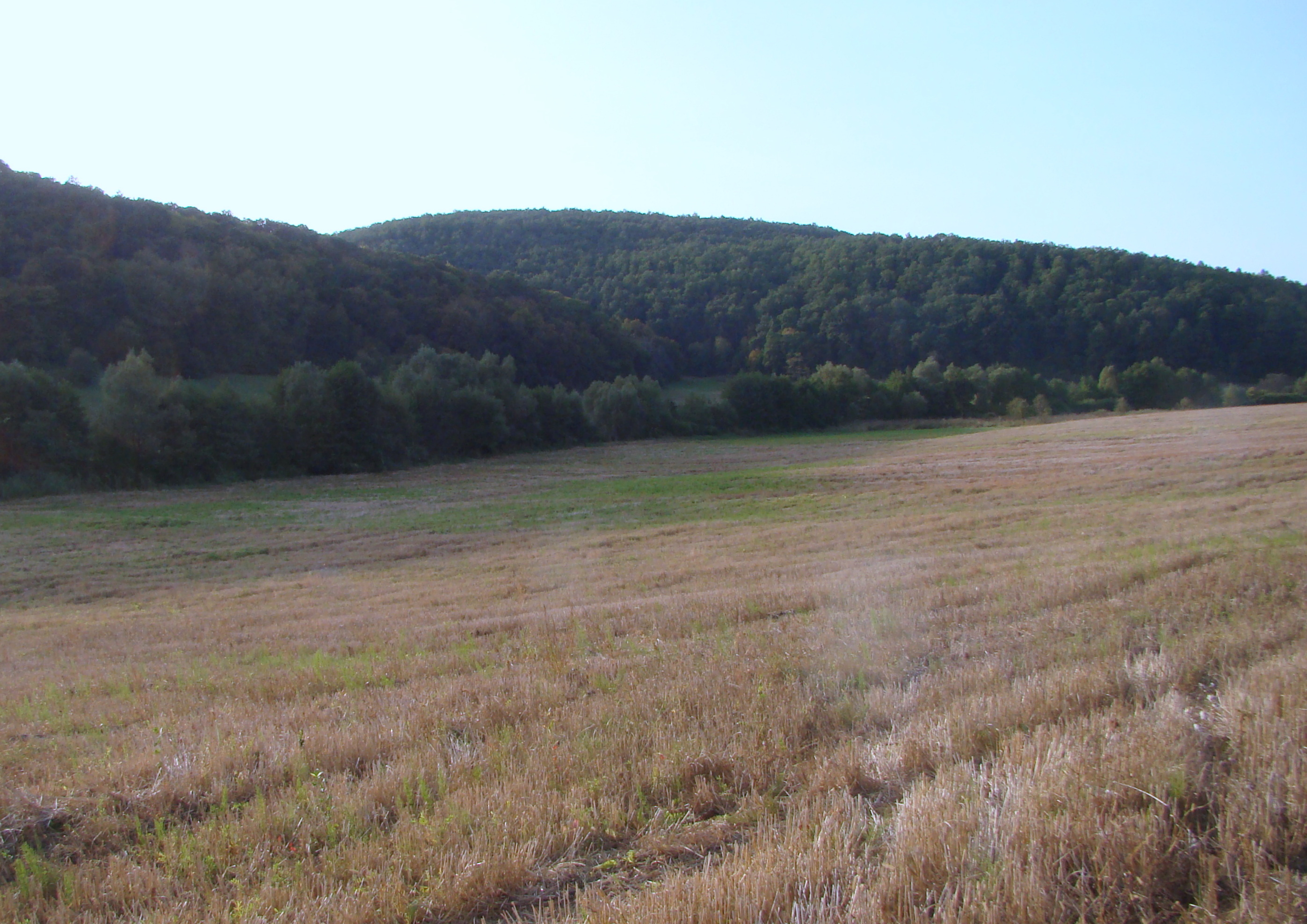